# Guebwiller

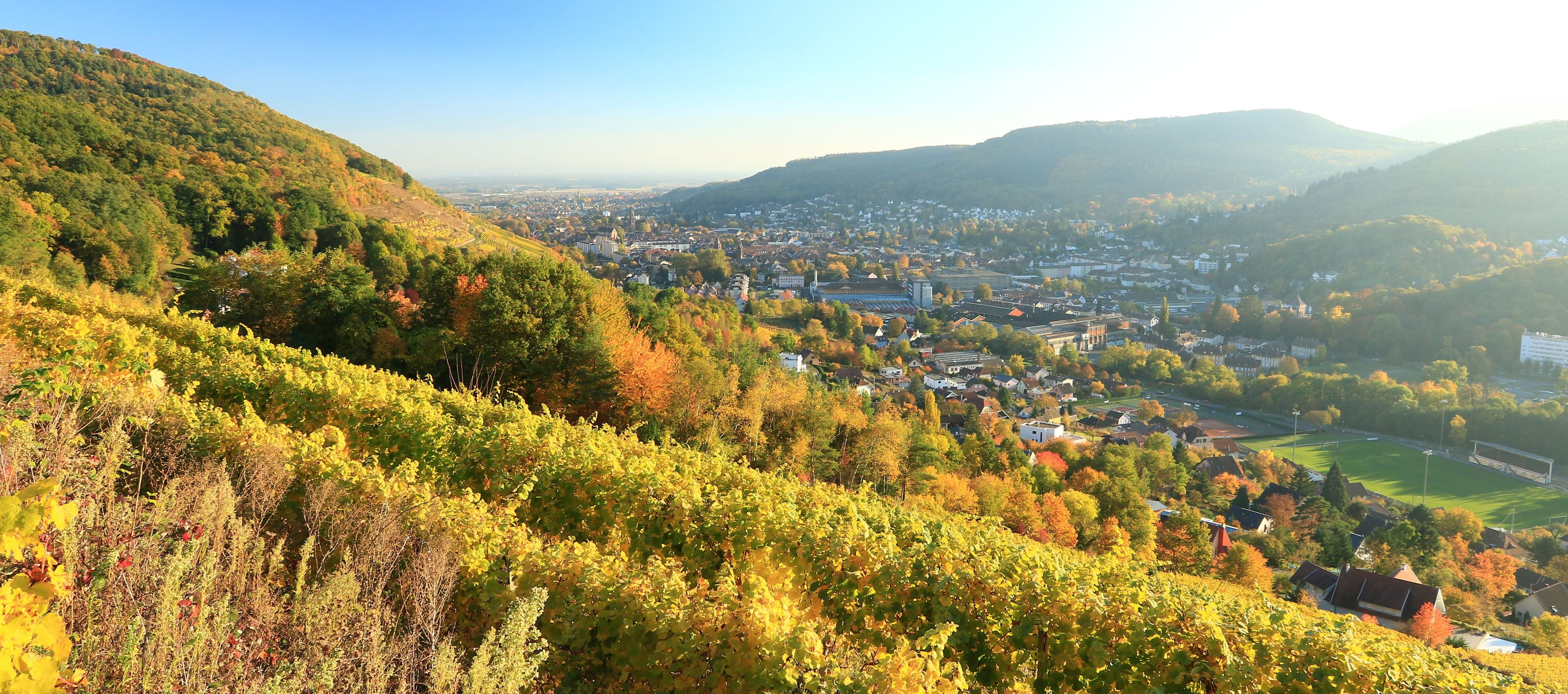
Guebwiller, vue du vignoble.

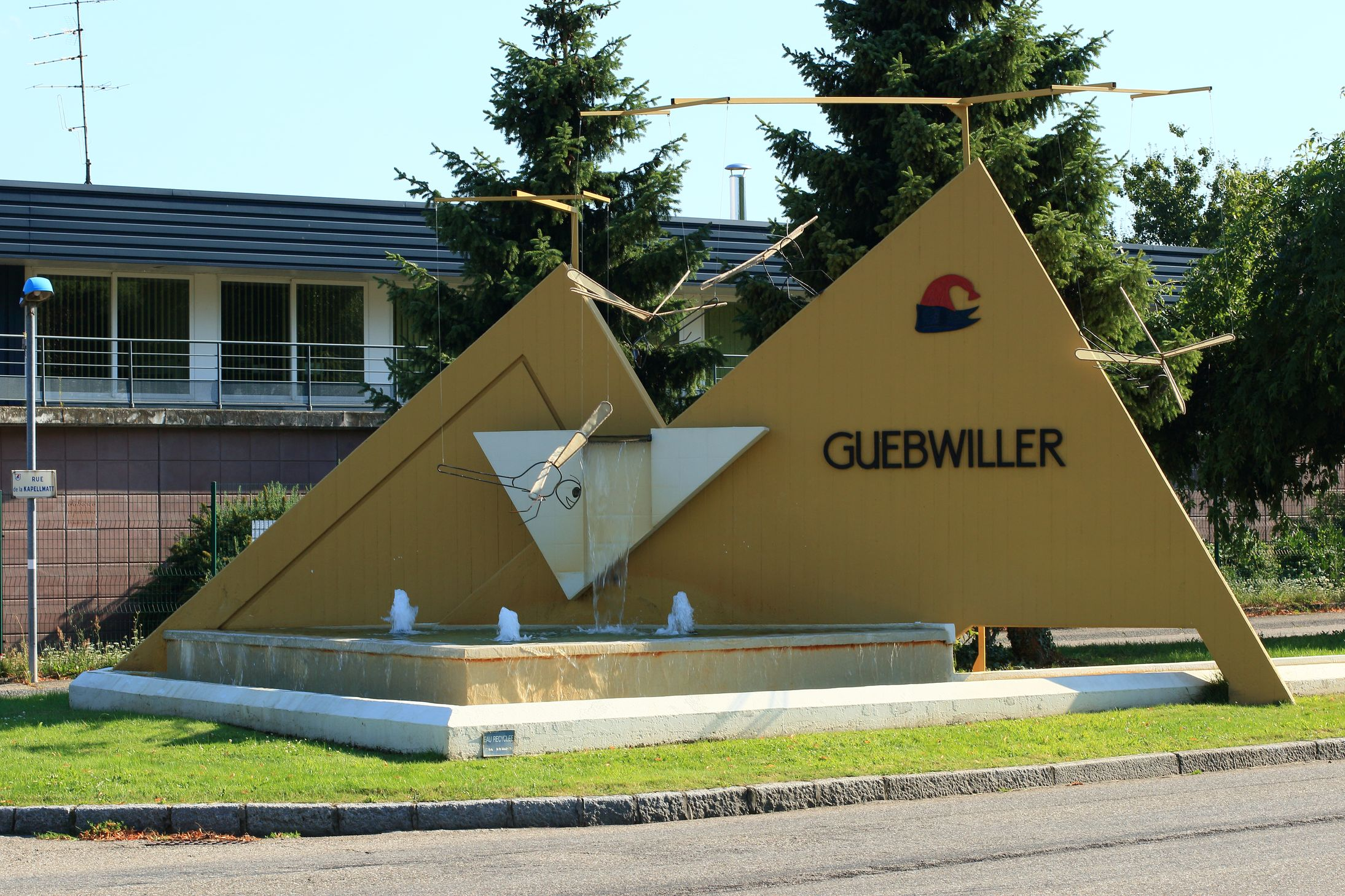
Entrée Sud de Guebwiller.

Guebwiller (prononcé [ɡebvilɛʁ]  ; En allemand Gebweiler et en alsacien : Gawiller) est une commune française située dans l'aire d'attraction de Mulhouse et faisant partie de la Collectivité européenne d'Alsace (circonscription administrative du Haut-Rhin), en région Grand Est.
Cette commune se trouve dans la région historique et culturelle d'Alsace.
La ville a été le siège de l'une des sous-préfectures du département, jusqu'au rattachement de l'arrondissement à celui de Thann pour former l'arrondissement de Thann-Guebwiller le 1er janvier 2015. Elle fait partie du découpage socio-économique Sud-Alsace.

## Géographie

### Situation
Guebwiller est située à 23 km au nord-ouest de Mulhouse, à 18 km au nord-est de Thann et à 25 km au sud-ouest de Colmar, au pied des Vosges et à l'entrée de la vallée du Florival où coule la Lauch. Le Grand Ballon, point culminant du massif des Vosges, se trouve à 8 km à vol d'oiseau à l'ouest de la cité, ce qui le fait communément être nommé ballon de Guebwiller.
C'est une des 188 communes du parc naturel régional des Ballons des Vosges.
Guebwiller a été récompensée de quatre fleurs au concours des villes et villages fleuris.

### Lieux-dits et écarts
- La Croix de Mission : située sur les hauteurs de son vignoble (versant sud), à l'entrée de la vallée du Florival.
- Le Cimetière militaire (versant nord) : y reposent des soldats français, russes et allemands (Première Guerre mondiale et Seconde Guerre mondiale, ainsi qu'un officier français tombé pendant la guerre d'Algérie).
- Parc de la Marseillaise (avenue des Chasseurs-Alpins)[4] : créé à la demande d'Aimé Gros-Schlumberger, entre 1897 et 1899, par l'architecte paysagiste parisien Édouard André, on y trouve des compositions florales et plusieurs essences exotiques. Le parc est encore orné d'un puits Renaissance et d'une grande fontaine, d'un kiosque à musique et d'un banc en arc de cercle, copie de celui où s'asseyait Sarah Bernhardt dans Théodora.

### Géologie et relief
Hydrogéologie et climatologie : Système d’information pour la gestion de l’Aquifère rhénan, par le BRGM :
Territoire communal : Occupation du sol (Corinne Land Cover); Cours d'eau (BD Carthage),
Géologie : Carte géologique; Coupes géologiques et techniques,
 Hydrogéologie : Masses d'eau souterraine; BD Lisa; Cartes piézométriques.

### Sismicité
Commune située dans une zone 3 de sismicité modérée.

### Hydrographie

#### Réseau hydrographique
La commune est dans le bassin versant du Rhin au sein du bassin Rhin-Meuse. Elle est drainée par la Lauch et le ruisseau de Murbach,,.
La Lauch, d'une longueur de 47 km, prend sa source dans la commune de Linthal et se jette  dans l'Ill à Horbourg-Wihr, après avoir traversé 18 communes. Les caractéristiques hydrologiques de la Lauch sont données par la station hydrologique située sur la commune. Le débit moyen mensuel est de 1,59 m3/s. Le débit moyen journalier maximum est de 29,9 m3/s, atteint lors de la crue du 5 janvier 2018. Le débit instantané maximal est quant à lui de 41 m3/s, atteint le 15 février 1990.

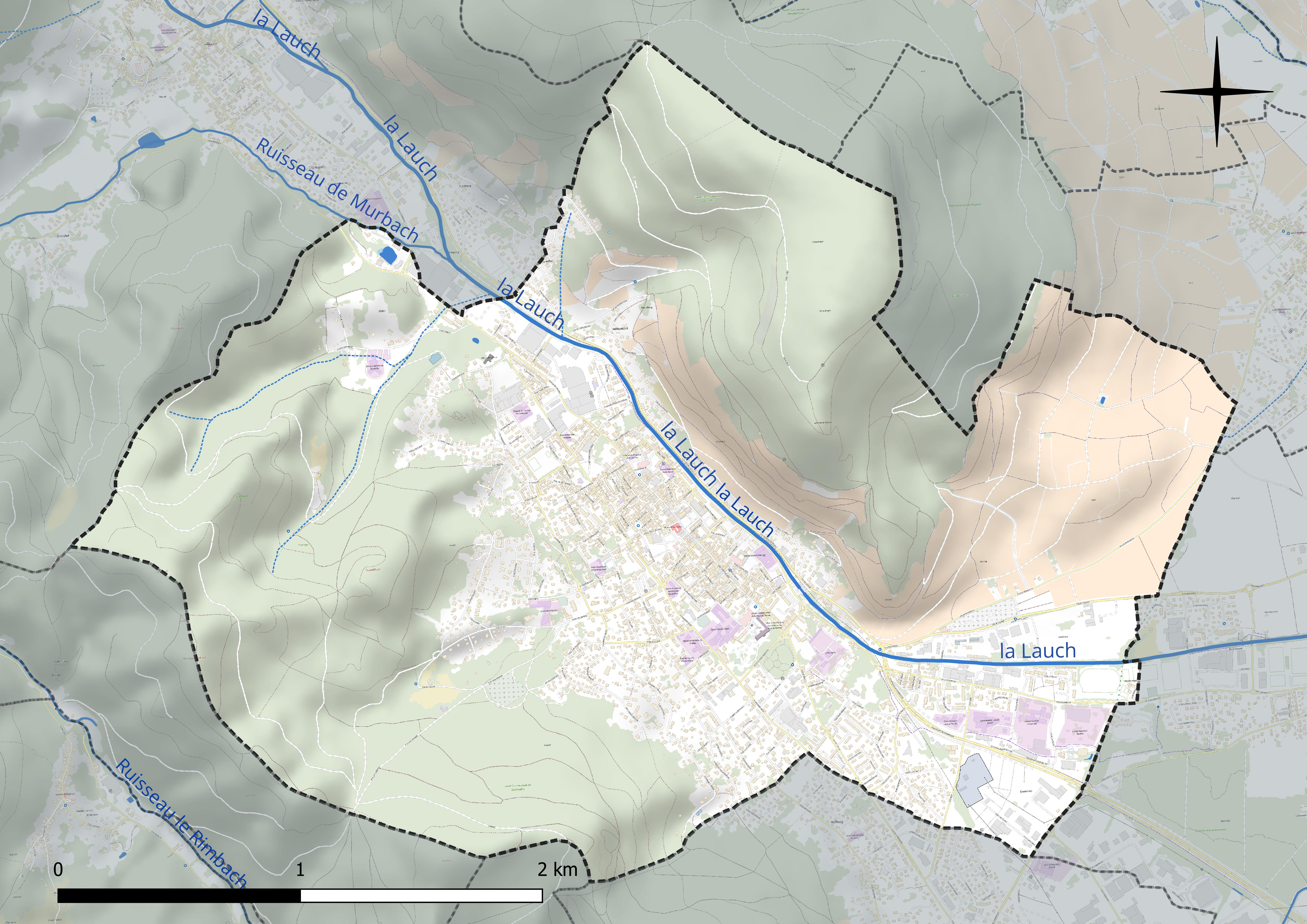
Réseau hydrographique de Guebwiller.

#### Gestion et qualité des eaux
Le territoire communal est couvert par le schéma d'aménagement et de gestion des eaux (SAGE) « Lauch ». Ce document de planification concerne les bassins versants de la Lauch, de l’Ohmbach et du Rimbach, dont le territoire s'étend sur 358 km2. Le périmètre a été arrêté le 7 mars 2013 et le SAGE proprement dit a été approuvé le 15 janvier 2020. La structure porteuse de l'élaboration et de la mise en œuvre est le syndicat mixte « Rivières de Haute-Alsace ». 
La qualité des cours d’eau peut être consultée sur un site dédié géré par les agences de l’eau et l’Agence française pour la biodiversité. 

### Climat
Pour des articles plus généraux, voir Climat du Grand Est et Climat du Haut-Rhin.
En 2010, le climat de la commune est de type climat des marges montargnardes, selon une étude du Centre national de la recherche scientifique s'appuyant sur une série de données couvrant la période 1971-2000. En 2020, Météo-France publie une typologie des climats de la France métropolitaine dans laquelle la commune est exposée à un climat semi-continental et est dans la région climatique  Vosges, caractérisée par une pluviométrie très élevée (1 500 à 2 000 mm/an) en toutes saisons et un hiver rude (moins de 1 °C). 
Pour la période 1971-2000, la température annuelle moyenne est de 10 °C, avec une amplitude thermique annuelle de 17,1 °C. Le cumul annuel moyen de précipitations est de 854 mm, avec 9,3 jours de précipitations en janvier et 9,1 jours en juillet. Pour la période 1991-2020, la température moyenne annuelle observée sur la station météorologique installée sur la commune est de 11,4 °C et le cumul annuel moyen de précipitations est de 919,6 mm. 
La température maximale relevée sur cette station est de 39,9 °C, atteinte le 13 août 2003 ; la température minimale est de −16,3 °C, atteinte le 20 décembre 2009,,. 
| Mois                                  | jan.             | fév.           | mars           | avril         | mai             | juin          | jui.          | août           | sep.          | oct.          | nov.            | déc.           | année      |
| ------------------------------------- | ---------------- | -------------- | -------------- | ------------- | --------------- | ------------- | ------------- | -------------- | ------------- | ------------- | --------------- | -------------- | ---------- |
| Température minimale moyenne (°C)     | −0,6             | 0              | 2,6            | 5,9           | 9,9             | 13,3          | 14,9          | 14,6           | 10,9          | 7,3           | 3               | 0,3            | 6,8        |
| Température moyenne (°C)              | 2,4              | 3,7            | 7,2            | 11,2          | 15,3            | 18,7          | 20,5          | 20,3           | 16,1          | 11,5          | 6,3             | 3,2            | 11,4       |
| Température maximale moyenne (°C)     | 5,5              | 7,4            | 11,9           | 16,6          | 20,6            | 24,2          | 26            | 25,9           | 21,2          | 15,7          | 9,5             | 6,1            | 15,9       |
| Record de froid (°C) date du record   | −13,5 02.01.1997 | −14,6 05.02.12 | −12,3 01.03.05 | −3,3 04.04.22 | 0,6 06.05.19    | 4,1 04.06.01  | 7 09.07.1996  | 5,3 28.08.1998 | 2 30.09.1995  | −4,2 24.10.03 | −9,9 23.11.1998 | −16,3 20.12.09 | −16,3 2009 |
| Record de chaleur (°C) date du record | 20,2 01.01.23    | 22,5 25.02.21  | 26,9 31.03.21  | 29,2 22.04.18 | 33,2 29.05.1999 | 37,7 18.06.22 | 37,8 19.07.22 | 39,9 13.08.03  | 34,5 15.09.20 | 31,4 02.10.23 | 23,7 07.11.15   | 20,1 31.12.22  | 39,9 2003  |
| Précipitations (mm)                   | 92,9             | 76,5           | 71,8           | 59,7          | 80,7            | 73,7          | 66            | 70,9           | 59,9          | 80,6          | 76,3            | 110,6          | 919,6      |

| Diagramme climatique                                  |          |             |             |             |              |          |              |              |             |          |             |
| J                                                     | F        | M           | A           | M           | J            | J        | A            | S            | O           | N        | D           |
| 5,5−0,692,9                                           | 7,4076,5 | 11,92,671,8 | 16,65,959,7 | 20,69,980,7 | 24,213,373,7 | 2614,966 | 25,914,670,9 | 21,210,959,9 | 15,77,380,6 | 9,5376,3 | 6,10,3110,6 |
| Moyennes : • Temp. maxi et mini °C • Précipitation mm |          |             |             |             |              |          |              |              |             |          |             |

Les paramètres climatiques de la commune ont été estimés pour le milieu du siècle (2041-2070) selon différents scénarios d'émission de gaz à effet de serre à partir des nouvelles projections climatiques de référence DRIAS-2020. Ils sont consultables sur un site dédié publié par Météo-France en novembre 2022.

### Communes limitrophes
| Buhl        |            | Bergholtz        |
|             | Guebwiller | Issenheim        |
| Rimbachzell |            | Soultz-Haut-Rhin |

L'unité Guebwiller-Soultz-Issenheim-Buhl forme un regroupement de population forte de plus 24 000 habitants, après les aires de Saint Louis-Huningue et l'unité urbaine de Thann-Cernay. Si on se réfère au périmètre de la Com-Com de la Région de Guebwiller (18 communes au total), la population locale dépasse les 38 000 habitants.

## Urbanisme

### Typologie
Au 1er janvier 2024, Guebwiller est catégorisée centre urbain intermédiaire, selon la nouvelle grille communale de densité à sept niveaux définie par l'Insee en 2022.
Elle appartient à l'unité urbaine de Guebwiller, une agglomération intra-départementale regroupant huit  communes, dont elle est ville-centre,,. Par ailleurs la commune fait partie de l'aire d'attraction de Mulhouse, dont elle est une commune de la couronne,. Cette aire, qui regroupe 132 communes, est catégorisée dans les aires de 200 000 à moins de 700 000 habitants,.

### Occupation des sols
L'occupation des sols de la commune, telle qu'elle ressort de la base de données européenne d’occupation biophysique des sols Corine Land Cover (CLC), est marquée par l'importance des forêts et milieux semi-naturels (45,4 % en 2018), une proportion sensiblement équivalente à celle de 1990 (46 %). La répartition détaillée en 2018 est la suivante : 
forêts (45,4 %), zones urbanisées (26,2 %), cultures permanentes (15,8 %), zones industrielles ou commerciales et réseaux de communication (8,8 %), zones agricoles hétérogènes (2,4 %), espaces verts artificialisés, non agricoles (1,2 %), terres arables (0,1 %). L'évolution de l’occupation des sols de la commune et de ses infrastructures peut être observée sur les différentes représentations cartographiques du territoire : la carte de Cassini (XVIIIe siècle), la carte d'état-major (1820-1866) et les cartes ou photos aériennes de l'IGN pour la période actuelle (1950 à aujourd'hui).

### Voies de communication et transports

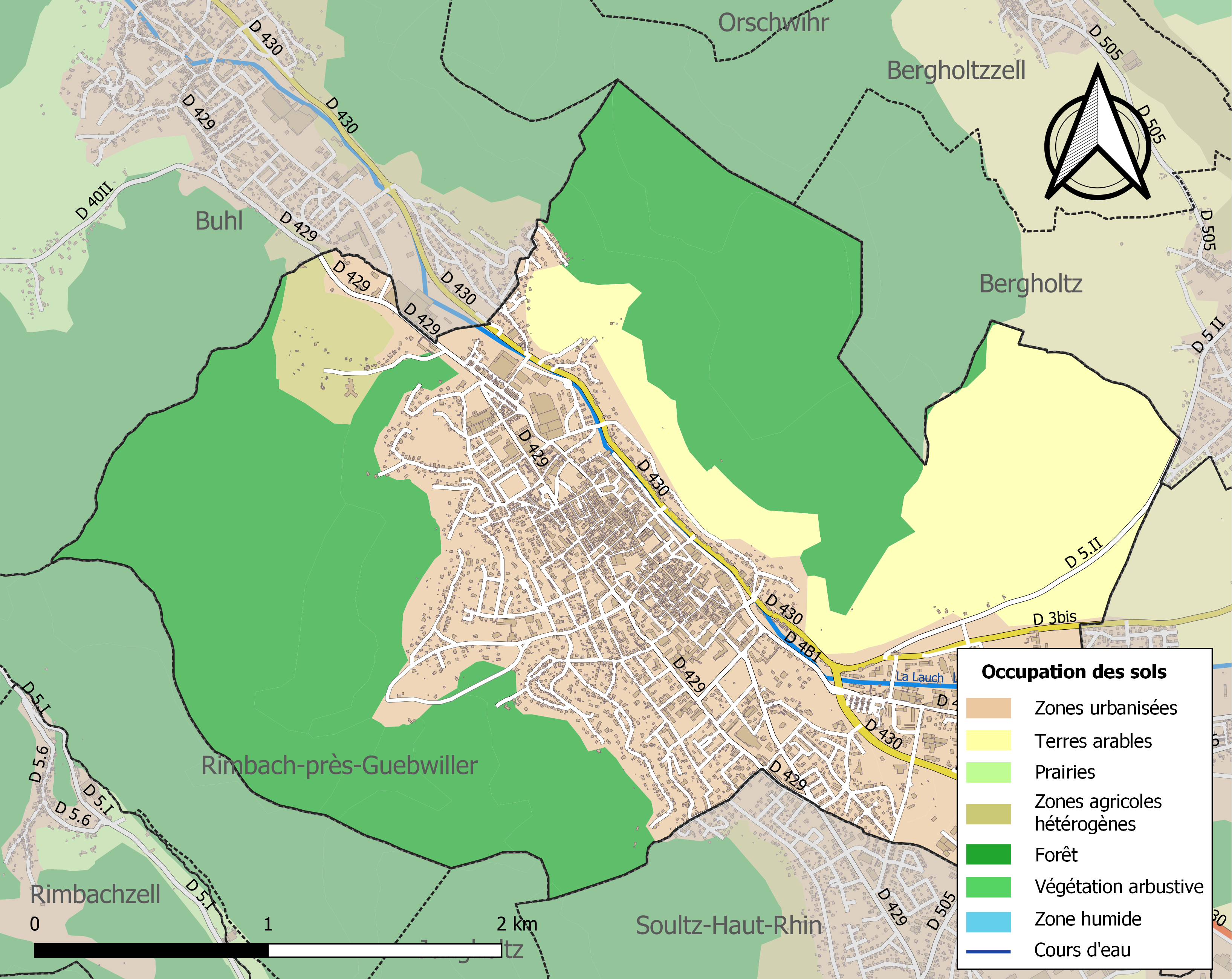
Carte des infrastructures et de l'occupation des sols de la commune en 2018 (CLC).

Guebwiller est desservie par la voie express (2×2 voies), dite du Florival, la reliant au réseau européen via les autoroutes A35 et A36.
La ville est traversée par la ligne ferroviaire de Bollwiller à Lautenbach, trois gares étaient réparties sur la commune : Guebwiller-marchandises aujourd'hui disparue, Guebwiller et Guebwiller Heissenstein. La ligne est désaffectée depuis 1992. Cependant la réouverture de la ligne est engagée, elle a été inscrite au contrat de plan État-Région 2015-2020. La gare SNCF la plus proche est celle de Bollwiller sur la ligne de Strasbourg-Ville à Saint-Louis et desservie par les TER Alsace.
La commune est desservie par le réseau départemental d'autocars des Lignes de Haute-Alsace.

## Toponymie
La première attestation écrite du toponyme de cette commune est datée de 774 sous la forme “Gebunwilare”. Ledit document est un acte de donation du territoire à l’abbaye de Murbach,.
À la convergence des influences linguistiques variées (inscription territoriale gauloise, invasions des Francs et diffusion du latin) et des dialectes parlés, le nom de la commune est le fruit de deux familles lexicales différentes : le germanique et le latin.
L’origine de “gebun” est inconnue, mais il pourrait venir de l’allemand geben “donner” (en référence  au don dont fut l’objet ce territoire) ou gebund, forme tronquée du participe passé de binden “attacher”(en référence au lien d’attachement que constitue cette commune parmi les nombreuses sources d’eau alentour).
Le suffixe “-willer” vient du latin villare “terrain attenant à une maison de campagne” ou "hameau" qui vient du latin villa “maison de campagne” et -aris marqueur d’appartenance.

## Histoire
La ville est mentionnée pour la première fois dans un acte de donation en faveur de l'abbaye de Murbach, du 10 avril 774, ratifié par un certain Williarius et dans lequel apparaît la forme primitive du nom de Guebwiller appelée alors villa Gebunvvillare. Il s'agit alors d'un simple domaine agricole. La ville médiévale prendra forme au cours du XIIe siècle autour de l'église Saint-Léger et du château du Burgstall. La muraille d'enceinte est érigée entre 1270 et 1287.
Le 30 novembre 1270 à Guebwiller, les Juifs renoncent à leurs doléances et « à entreprendre une action en justice pour les dommages que leur avaient causés l'abbé Berthold de Steinbrunn et ses prédécesseurs ». Cette mention permet de croire que des Juifs résidaient dans cette ville bien avant cette date. En 1330, les archives citent pour la première fois une « Synagoga Judeorum ».
Guebwiller, capitale de la principauté de Murbach, est prospère et compte 1 350 habitants en 1394.

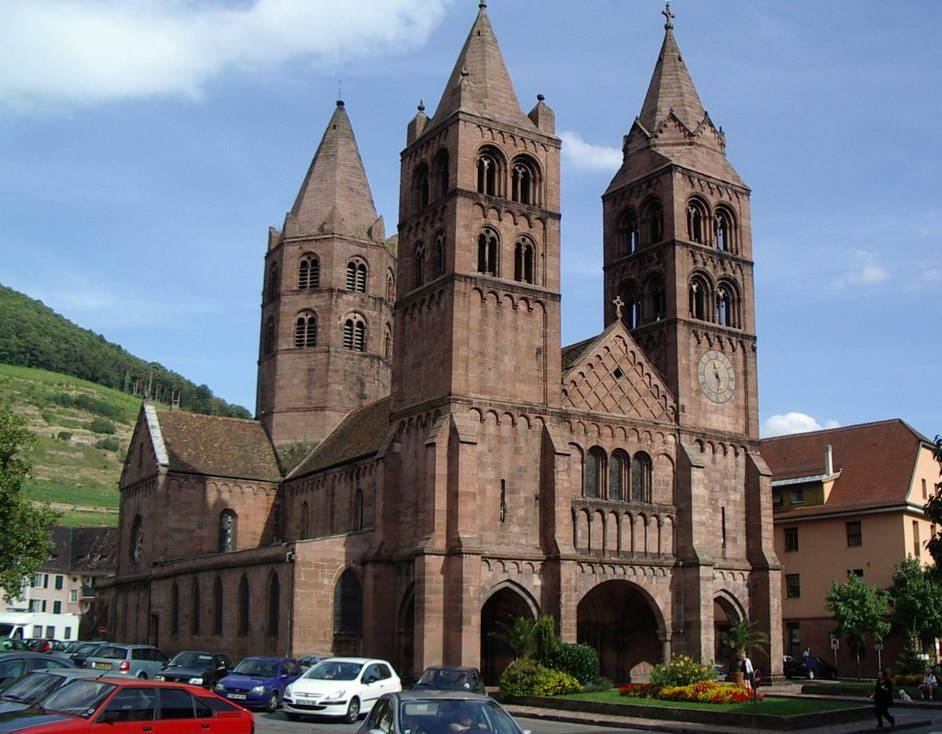
Guebwiller, église Saint-Léger.

Au fil des ans, la ville connaît de nombreux événements historiques :
- Tentative d'assaut des Écorcheurs dans la nuit du 13 au 14 février 1445, après avoir ravagé le pays. Mais Guebwiller étant protégée par son enceinte fortifiée, les ennemis voulurent utiliser la ruse. La surveillance s'étant relâchée, ils placèrent leurs échelles sur la muraille mais une Guebwilléroise, Brigitte Schick, veillait en secret et donna l'alerte. Les assaillants, pris de panique par l'apparition miraculeuse de celle qu'ils prirent pour la Vierge Marie, abandonnèrent leurs échelles. Celles-ci furent conservées dans l'église Saint-Léger, en hommage à la Vierge qui avait protégé la cité[31] ;
- Révolte des habitants contre l'autorité des princes abbés de Murbach et leurs représailles ;
- Insurrection des Rustauds en 1525, mise à sac de la ville par les Suédois mercenaires de Louis XIII et de Richelieu lors de la guerre de Trente Ans ;

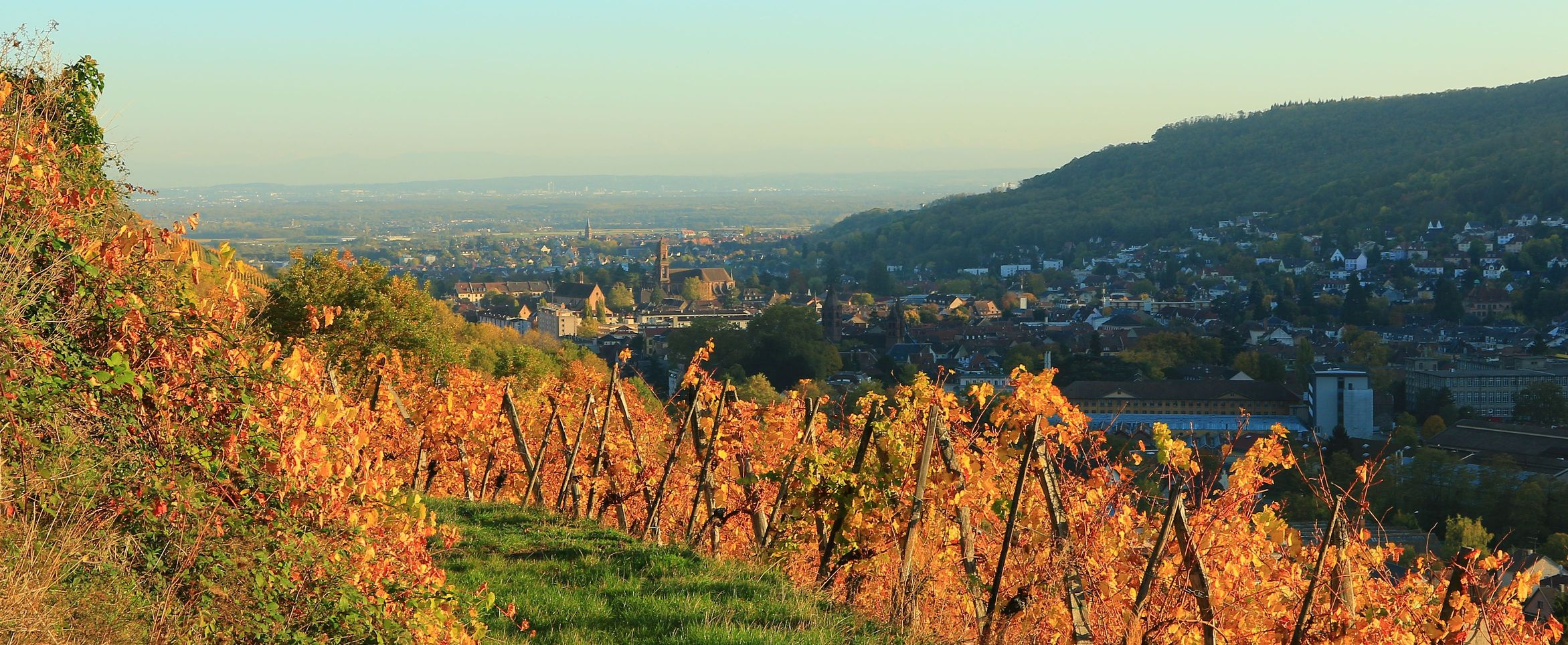
Guebwiller, ses églises, la plaine d'Alsace avec Mulhouse et PSA Peugeot-Citroën, au fond, a gauche.

- Guebwiller, ses églises, la plaine d'Alsace avec Mulhouse et PSA Peugeot-Citroën, au fond, a gauche.la ville est durement touchée par la guerre de Trente Ans, le 21 juin 1637 elle est prise par un détachement franco-suédois et en partie incendiée, en 1657 il ne reste plus que 176 habitants à Guebwiller ; le 9 août 1680, la ville est absorbée par la France de Louis XIV à la suite d'un arrêté du Conseil souverain d'Alsace[32] ;
- Entre 1761 et 1764 a lieu la sécularisation du chapitre de Murbach qui s'installe en ville, dans le château de la Neuenbourg. La domination de l’abbaye de Murbach prend fin à la Révolution française ;
- À l'aube du XIXe siècle, apparaissent les premières entreprises textiles. C'est le début de la grande épopée de l'industrie textile dans la capitale du Florival qui devient le deuxième site textile d'Alsace après Mulhouse. On y fabrique des toiles peignées, du ruban, des indiennes. On y file de la laine et du coton ;
- 1er mai 1864 : premier concours gymnique de France ;
- En 1905, Guebwiller compte 13 294 habitants ;
- Le 2 novembre 1921, la commune a été décorée de la croix de guerre 1914-1918[33] ;
- Durant la Seconde Guerre mondiale, les Guebwillerois subissent le sort de tous les Alsaciens-Mosellans (l'incorporation de force et l'occupation allemande : les Malgré-nous). Le 20 novembre 1944 à la nouvelle de la libération de Mulhouse, les Guebwillois espèrent une libération proche, mais les Allemands se renforcent dans la poche de Colmar. La ville devient le chef-lieu de l’administration allemande de la poche de Colmar et l'état-major de l'une de leurs armées installée à Guebwiller assèche les derniers stocks de vin du pays. Le 20 janvier 1945 une offensive victorieuse du 1er corps d'armée Français gagne du terrain. Le 1er février 1945 l'état-major allemand décampe de la ville et le 4 février 1945 une patrouille de blindés du 4e régiment de spahis marocains déloge les quelques ennemis restant réfugiés au château. À 16 h 30 Guebwiller est enfin totalement libérée ;
- L'industrie locale connaît un nouvel essor dans les années 1946-1953 puis amorce un déclin irrémédiable, seule la société N. Schlumberger perpétue encore aujourd'hui cet héritage par la construction de machines spécialisées pour la filature de la laine et des fibres longues.

### La Mulhouse des Vosges
Dès le début du XIXe siècle, la ville de Guebwiller est totalement  métamorphosée par une industrialisation précoce et spectaculaire. La cité du Florival est considérée comme la Mulhouse des Vosges dès  1828 lorsque Charles X (roi de France), en voyage en Alsace, déclare en désignant des bobines de fil fabriquées par Nicolas Schlumberger « C'est avec cela qu'il faut battre les Anglais ».

#### Des facteurs favorables à une industrialisation précoce
Plusieurs facteurs expliquent l’industrialisation de Guebwiller.
La proximité de la Suisse et de Mulhouse, d'où est originaire la majorité des entrepreneurs. La présence d'une rivière, la Lauch, qui  fournit l'énergie hydraulique nécessaire aux premières fabriques. À la veille de la Révolution, de nombreux agriculteurs ruinés par une crise de la viticulture offrent une main-d'œuvre abondante et bon marché.
Enfin, l'absence d'un patriciat puissant, la bourgeoisie locale ayant été étouffée par la tutelle des abbés de Murbach, ouvre la voie à des investisseurs suisses ou mulhousiens qui rachètent les biens du clergé mis en vente après la Révolution. Dès 1805, l'entrepreneur bâlois De Bary fait l'acquisition des maisons canoniales et du château abbatial pour y installer une fabrique de rubans de soie. Il fait d'autre part réaliser la fontaine du Cygne et des Dauphins.
Dans le sillage de De Bary, de nombreux entrepreneurs s'installent dans la capitale du Florival. Les Zurichois Jean-Jacques Ziegler et Louis Greuter créent la maison Ziegler Greuter & CIE dans l'enceinte du couvent des Dominicaines en 1806. Ils y installent  une filature, un tissage, un blanchissement et un atelier d'impression d'indiennes. En 1823, cette entreprise est à son apogée avec plus de 2 000 employés.
Cependant, le principal fondateur de l'industrie textile à Guebwiller est Nicolas Schlumberger. Il s'établit en amont de la ville  en 1808 en rachetant le moulin de la Bleichenmühle. Il fonde l'entreprise « Nicolas Schlumberger et Compagnie » en association avec son beau-père Jean-Henri Bourcart, originaire du canton de Zurich, qui finance la construction d'une première filature de coton de 10 000 broches en 1810.

#### Un patrimoine industriel exceptionnel
Les bâtiments industriels guebwillerois adoptent au fil du temps différentes formes, en fonction des besoins de la production et des nouvelles techniques de construction. Au début du XIXe siècle, les industriels utilisent dans un premier temps des bâtiments préexistants : moulins ou bâtiments ecclésiastiques pour installer leurs fabriques. L'usine-bloc est la première forme d'architecture spécifique à l'industrie textile. Elle apparaît à Guebwiller vers 1830 avec l'entreprise Ziegler, Greuter & Cie, puis avec les établissements De Bary, actuel lycée Deck.
Ces usines-bloc sont caractérisées par une forme rectangulaire et allongée. La façade présente de multiples fenêtres alignées sur l'ensemble des murs pour assurer un éclairage suffisant, et disposent de plusieurs niveaux, entre 3 et 6, qui permettent de disposer les machines, sur deux rangées.
Dès le milieu du XIXe siècle, apparaît l'usine plain-pied. Une des premières d'Alsace, de style Néo-Tudor, est installée en 1851 à Issenheim, une commune proche de Guebwiller, par Édouard Gast. Cette usine est ensuite recouverte de sheds. Les bâtiments à sheds caractérisés par une toiture en dents de scie constituent une véritable révolution dans l'architecture usinière, ils se généralisent à partir de 1870 mais sont présents à Guebwiller dès 1853 avec la 1re filature fondée par Jean-Jacques Bourcart.
La dernière forme architecturale présente à Guebwiller est celle du béton armé. Le premier bâtiment en Alsace est construit en 1911 à Guebwiller. Cette architecture est encore visible aujourd'hui : il s'agit du « Louvre », bâtiment de l'entreprise N. Schlumberger.
Aujourd'hui encore la ville de Guebwiller est un musée industriel à ciel ouvert.

#### Les forces motrices dans l'industrie guebwilleroise auXIXesiècle
Les industriels du XIXe siècle de la région du Florival utilisent l'énergie hydraulique de la Lauch (rivière qui traverse Guebwiller) principale source motrice des usines guebwilleroises au début du XIXe siècle.
En 1773, à la veille de l'industrialisation, on compte 35 moulins dans la vallée du Florival. Ce n'est qu'à partir de la seconde moitié du XIXe siècle que les turbines remplacent peu à peu les roues à aubes. Elles possèdent des inconvénients, notamment le coût de fabrication, leur fragilité et une usure rapide des pâles, mais elles possèdent deux avantages déterminants : un rendement important et une vitesse très élevée. Les frères Zimmermann font l’acquisition dès 1850 de ce type de turbine que l'on retrouve chez  Adolphe Astruc à Buhl en 1856. Aujourd'hui encore ces installations du XIXe  produisent de l’électricité pour EDF.
Les usines de Nicolas Schlumberger utilisent en parallèle des machines à vapeur dès 1818, mais celles-ci ne se diffusent que lentement et ne remplaceront jamais totalement les turbines et les moulins qui restent actifs tout au long du XIXe.

#### Un paysage urbain bouleversé par l’industrialisation
L’industrie va totalement transformer le tissu urbain d'une ville auparavant principalement viticole et ecclésiastique. La population est multipliée par quatre  entre 1800 et 1905. Cependant, il faut attendre 1850 pour que la limite des remparts médiévaux soit dépassée. Les industriels s’installent dans un premier temps  dans  des bâtiments religieux ou d'anciennes résidences nobiliaires sans modifier le paysage urbain de manière notable. La croissance démographique entraîne dans cette première phase une densification du noyau urbain originel, un nouveau quartier est construit vers 1840 rue Saint-Léger et rue Saint-Antoine et les bâtiments plus anciens sont agrandis par des adjonctions en bois. Les usines installées hors des murs sont rares jusqu’à cette date, on peut citer l’usine N. Schlumberger installée sur les bords de la Lauch hors de la ville, en direction de Buhl, à partir de 1808.
La ville ne commence à s’étendre qu'à partir de la deuxième moitié du XIXe siècle. De nombreuses usines s’installent alors en  périphérie comme les établissements  Bourcart  en direction de Buhl, les établissements Frey en direction d’Issenheim. Des logements ouvriers sont également construits à proximité de ces nouveaux sites industriels en périphérie du centre urbain d'origine et des faubourgs se forment. La Cité Bourcart construite dès 1856 est la première cité ouvrière d'Alsace, au début du XXe siècle ce type d'habitat représente un logement sur dix. En 1895 la ville atteint son apogée démographique avec 13 000 habitants.

### Héraldique
| Blason de Guebwiller | Les armes de Guebwiller se blasonnent ainsi : « D'argent au bonnet albanais de gueules rebrassé d'azur. » |

Le blason date du XVIe siècle, confirmé en 1697 par une ordonnance de Louis XIV. Selon une légende, il ferait référence à la venue de populations albanaises, arrivées pour travailler dans les vignes. L'abbé Charles Braun (1820-1877) a avancé l'hypothèse d'une confusion linguistique.

## Politique et administration

### Administration municipale
Le nombre d'habitants au dernier recensement étant compris entre 10 000 et 19 999, le nombre de membres du conseil municipal est de 33.

### Liste des maires
| Période      | Période                   | Identité                                       | Étiquette    | Qualité |
| ------------ | ------------------------- | ---------------------------------------------- | ------------ | --- |
| février 1945 | octobre 1945              | Paul Reeb                                      |              | Notaire |
| octobre 1945 | mars 1971                 | François Throo                                 | MRP puis CD  | Maître plâtrier Conseiller général de Guebwiller (1961 → 1975) Vice-président de l'Association des Maires du Haut-Rhin |
| mars 1971    | mai 1973 (démission)      | Joseph Storck                                  | SE           | Ancien inspecteur d'académie |
| mai 1973     | mars 1977                 | André Bingert,                                 | CDS          | Agent général d'assurances, ancien instituteur Adjoint au maire (1971 → 1973) |
| mars 1977    | mars 2001                 | Charles Haby                                   | RPR puis DVD | Fonctionnaire de la protection civile Député du Haut-Rhin (2e circ.) (1978 → 1986) Conseiller régional d'Alsace (1978 → 1986) Conseiller général de Guebwiller (1976 → 1998) Vice-président du conseil général du Haut-Rhin (1982 → 1998) Président du SIVOM de la région de Guebwiller (1977 → 1983) Suppléant du député Georges Bourgeois (1973 → 1978) |
| mars 2001    | mars 2008                 | Daniel Weber                                   | RPR puis UMP | Directeur de maison de retraite Conseiller général de Guebwiller (1998 → 2011) Président de la CC de la Région de Guebwiller (2001 → 2008) |
| mars 2008,   | avril 2014                | Denis Rebmann                                  | PS           | Ancien photographe publicitaire 1er vice-président de la CC de la Région de Guebwiller (2008 → 2014) |
| avril 2014   | En cours (au 31 mai 2020) | Francis Kleitz, Réélu pour le mandat 2020-2026 | UDI          | Chef d'entreprise, ingénieur Conseiller régional du Grand Est (2015 → 2021) Conseiller départemental de Guebwiller (2021 → ) Vice-président de la CC de la Région de Guebwiller : 3e (2014 → 2020) puis 2e (2020 → ) |

### Finances locales
Cette section est consacrée aux finances locales de Guebwiller de 2000 à 2018.
Les comparaisons des ratios par habitant sont effectuées avec ceux des communes de 10 000  à   20 000 habitants de 10 000 à 20 000 hab appartenant à un groupement fiscalisé, c'est-à-dire à la même strate fiscale.

#### Budget général
Pour l'exercice 2018, le compte administratif du budget municipal de Guebwiller s'établit à  15 159 780 € en dépenses et 18 397 530 € en recettes :
- les dépenses se répartissent en 10 634 200 € de charges de fonctionnement et 4 525 580 € d'emplois d'investissement ;
- les recettes proviennent des 12 494 020 € de produits de fonctionnement et de 5 903 510 € de ressources d'investissement.

#### Fonctionnement
|                                                                                               | Guebwiller (€/hab.) | Strate (€/hab.) |                                 |
| --------------------------------------------------------------------------------------------- | ------------------- | --------------- | ------------------------------- |
| Résultat comptable                                                                            | 159 €               | 135 €           | Picto cercle bleu : écart moyen |
| Charges de personnels                                                                         | 438 €               | 652 €           | Picto disque bleu : écart fort  |
| Achats et charges ext.                                                                        | 263 €               | 264 €           | Picto disque blanc : écart nul  |
| subventions versées                                                                           | 39 €                | 89 €            | Picto disque bleu : écart fort  |
| contingents                                                                                   | 27 €                | 34 €            | Picto cercle bleu : écart moyen |
| charges financières                                                                           | 12 €                | 26 €            | Picto disque bleu : écart fort  |
| Impôts locaux                                                                                 | 281 €               | 554 €           | Picto disque bleu : écart fort  |
| dotation globale de fonctionnement                                                            | 229 €               | 178 €           | Picto cercle bleu : écart moyen |
| Autres impôts                                                                                 | 48 €                | 112 €           | Picto disque bleu : écart fort  |
| Écart par rapport à la moyenne de la strate : · de 0 à 10 % ; de 10 à 30 % ; supérieur à 30 % |                     |                 |                                 |

Pour Guebwiller en 2018, la section de fonctionnement se répartit en 10 634 200 €  de charges (912 € par habitant) pour 12 494 020 € de produits (1 071 € par habitant), soit un solde de la section de fonctionnement de 1 859 820 € (159 € par habitant) :
- le principal pôle de dépenses de fonctionnement est celui des charges de personnels[Note 9] pour une somme de 5 109 000 € (48 %), soit 438 € par habitant, ratio inférieur de 33 % à la valeur moyenne pour les communes de la même strate (652 € par habitant). En partant de 2014 et jusqu'à 2018, ce ratio fluctue et présente un minimum de 432 € par habitant en 2014 et un maximum de 453 € par habitant en 2017. Viennent ensuite les groupes des achats et charges externes[Note 10] pour 29 %, des subventions versées[Note 11] pour 4 %, des contingents[Note 12] pour 3 % et finalement celui des charges financières[Note 13] pour 1 % ;
- la plus grande part des recettes est constituée des impôts locaux[Note 14] pour une valeur de 3 278 000 € (26 %), soit 281 € par habitant, ratio inférieur de 49 % à la valeur moyenne pour les communes de la même strate (554 € par habitant). Depuis 5 ans, ce ratio augmente de façon continue de 260 € à 280 € par habitant. Viennent ensuite de la dotation globale de fonctionnement (DGF)[Note 15] pour 21 % et des autres impôts[Note 16] pour 4 %.

La dotation globale de fonctionnement est quasiment égale à celle versée en 2017.

#### Fiscalité communale
Les taux des taxes ci-dessous sont votés par la municipalité de Guebwiller. Ils n'ont pas varié par rapport à 2017 :
- la taxe d'habitation : 11,65 % ;
- la taxe foncière sur le bâti : 14,53 % ;
- celle sur le non bâti : 64,07 %.

#### Investissement
|                                                                                               | Guebwiller (€/hab.) | Strate (€/hab.) |                                 |
| --------------------------------------------------------------------------------------------- | ------------------- | --------------- | ------------------------------- |
| Dépenses d'équipement                                                                         | 279 €               | 324 €           | Picto cercle bleu : écart moyen |
| Remboursements d'emprunts                                                                     | 73 €                | 87 €            | Picto cercle bleu : écart moyen |
| Nouvelles dettes                                                                              | 129 €               | 74 €            | Picto disque bleu : écart fort  |
| fctva                                                                                         | 42 €                | 36 €            | Picto cercle bleu : écart moyen |
| subventions reçues                                                                            | 39 €                | 61 €            | Picto disque bleu : écart fort  |
| Écart par rapport à la moyenne de la strate : · de 0 à 10 % ; de 10 à 30 % ; supérieur à 30 % |                     |                 |                                 |

Cette section détaille les investissements réalisés par la commune de Guebwiller.
Les emplois d'investissement en 2018 comprenaient par ordre d'importance :
- des dépenses d'équipement[Note 18] pour une valeur de 3 250 000 € (72 %), soit 279 € par habitant, ratio inférieur de 14 % à la valeur moyenne pour les communes de la même strate (324 € par habitant). Pour la période allant de 2014 à 2018, ce ratio augmente de façon continue de 89 € à 278 € par habitant ;
- des remboursements d'emprunts[Note 19] pour une somme de 853 000 € (19 %), soit 73 € par habitant, ratio inférieur de 16 % à la valeur moyenne pour les communes de la même strate (87 € par habitant).

Les ressources en investissement de Guebwiller se répartissent principalement en :
- nouvelles dettes pour une somme de 1 500 000 € (25 %), soit 129 € par habitant, ratio supérieur de 74 % à la valeur moyenne pour les communes de la même strate (74 € par habitant). Sur les 5 dernières années, ce ratio fluctue et présente un minimum de 0 € par habitant en 2017 et un maximum de 700 € par habitant en 2016 ;
- fonds de Compensation pour la TVA pour une valeur totale de 484 000 € (8 %), soit 42 € par habitant, ratio supérieur de 17 % à la valeur moyenne pour les communes de la même strate (36 € par habitant).

#### Endettement
|                                                                                               | Guebwiller (€/hab.) | Strate (€/hab.) |                                 |
| --------------------------------------------------------------------------------------------- | ------------------- | --------------- | ------------------------------- |
| Encours de la dette                                                                           | 810 €               | 864 €           | Picto disque blanc : écart nul  |
| annuité de la dette                                                                           | 85 €                | 112 €           | Picto cercle bleu : écart moyen |
| Capacité d'autofinancement                                                                    | 211 €               | 189 €           | Picto cercle bleu : écart moyen |
| Écart par rapport à la moyenne de la strate : · de 0 à 10 % ; de 10 à 30 % ; supérieur à 30 % |                     |                 |                                 |

L'endettement de Guebwiller au 31 décembre 2018 peut s'évaluer à partir de trois critères : l'encours de la dette, l'annuité de la dette et sa capacité de désendettement :
- l'encours de la dette pour une valeur de 9 453 000 €, soit 810 € par habitant, ratio voisin de la valeur moyenne de la strate. Pour la période allant de 2014 à 2018, ce ratio fluctue et présente un minimum de 454 € par habitant en 2014 et un maximum de 834 € par habitant en 2016 ;
- l'annuité de la dette pour une valeur totale de 988 000 €, soit 85 € par habitant, ratio inférieur de 24 % à la valeur moyenne pour les communes de la même strate (112 € par habitant). En partant de 2014 et jusqu'à 2018, ce ratio fluctue et présente un minimum de 32 € par habitant en 2015 et un maximum de 467 € par habitant en 2016 ;
- la capacité d'autofinancement (CAF) pour une somme de 2 456 000 €, soit 211 € par habitant, ratio supérieur de 12 % à la valeur moyenne pour les communes de la même strate (189 € par habitant). Sur la période 2014 - 2018, ce ratio fluctue et présente un minimum de 93 € par habitant en 2014 et un maximum de 210 € par habitant en 2018. La capacité de désendettement est d'environ 3 années en 2018. Sur une période de 19 années, ce ratio présente un minimum d'environ 2 années en 2015 et un maximum d'environ 9 années en 2000.

##### Évolution de la capacité d'autofinancement (CAF) et de l'encours de la dette de 2000 à 2018
Les courbes G4a et G4b présentent l'historique des dettes de Guebwiller.
|                                                                             |
| Valeurs en euros · Guebwiller, Par habitant : CAF Encours total de la dette |

|                                                                    |
| Valeurs en années · Guebwiller : Ratio = Encours de la dette / CAF |

### Budget et fiscalité 2021
En 2021, le budget de la commune était constitué ainsi :
- total des produits de fonctionnement : 11 508 000 €, soit 1 016 € par habitant ;
- total des charges de fonctionnement : 10 607 000 €, soit 936 € par habitant ;
- total des ressources d'investissement : 4 385 000 €, soit 387 € par habitant ;
- total des emplois d'investissement : 5 864 000 €, soit 518 € par habitant ;
- endettement : 9 349 000 €, soit 825 € par habitant.

Avec les taux de fiscalité suivants :
- taxe d'habitation : 11,65 % ;
- taxe foncière sur les propriétés bâties : 27,70 % ;
- taxe foncière sur les propriétés non bâties : 64,07 % ;
- taxe additionnelle à la taxe foncière sur les propriétés non bâties : 0,00 % ;
- cotisation foncière des entreprises : 0,00 %.

Chiffres clés Revenus et pauvreté des ménages en 2020 : médiane en 2020 du revenu disponible, par unité de consommation : 20 680 €.

### Jumelages
- Castelfiorentino (Italie)
- Lucerne (Suisse)

## Population et société

### Démographie
L'évolution du nombre d'habitants est connue à travers les recensements de la population effectués dans la commune depuis 1793. Pour les communes de plus de 10 000 habitants les recensements ont lieu chaque année à la suite d'une enquête par sondage auprès d'un échantillon d'adresses représentant 8 % de leurs logements, contrairement aux autres communes qui ont un recensement réel tous les cinq ans,.

En 2022, la commune comptait 11 090 habitants, en évolution de +0,25 % par rapport à 2016 (Haut-Rhin : +0,66 %, France hors Mayotte : +2,11 %).
| 1793  | 1800  | 1806  | 1821  | 1831  | 1836  | 1841  | 1846  | 1851  |
| ----- | ----- | ----- | ----- | ----- | ----- | ----- | ----- | ----- |
| 3 005 | 2 552 | 3 174 | 3 703 | 3 637 | 3 873 | 3 882 | 3 933 | 3 946 |

| 1856  | 1861   | 1866   | 1871   | 1875   | 1880   | 1885   | 1890   | 1895   |
| ----- | ------ | ------ | ------ | ------ | ------ | ------ | ------ | ------ |
| 8 971 | 10 680 | 12 218 | 11 350 | 11 622 | 12 452 | 12 388 | 12 367 | 12 439 |

| 1900   | 1905   | 1910   | 1921   | 1926   | 1931   | 1936   | 1946   | 1954   |
| ------ | ------ | ------ | ------ | ------ | ------ | ------ | ------ | ------ |
| 13 254 | 13 313 | 13 024 | 11 691 | 11 634 | 11 164 | 10 577 | 10 085 | 10 414 |

| 1962   | 1968   | 1975   | 1982   | 1990   | 1999   | 2006   | 2011   | 2016   |
| ------ | ------ | ------ | ------ | ------ | ------ | ------ | ------ | ------ |
| 10 568 | 10 840 | 11 072 | 10 689 | 10 942 | 11 525 | 11 609 | 11 517 | 11 062 |

| 2021   | 2022   | - | - | - | - | - | - | - |
| ------ | ------ | - | - | - | - | - | - | - |
| 11 137 | 11 090 | - | - | - | - | - | - | - |

### Enseignement
Guebwiller compte 14 établissements scolaires, dont trois lycées, et l'établissement privé Daniel qui va de la maternelle au lycée.
- Maternelles
  - École Charles-Kienzl
  - École Magenta
  - École Saint-Exupery
- Élémentaires
  - École Adélaïde-Hautval
  - École Emile-Storck
  - École Jeanne-Bucher
- Collèges
  - Collège public d'enseignement secondaire - Collège Matthias-Grünewald.
- Lycées
  - Lycée polyvalent Théodore-Deck[59].
  - Lycée général et technologique Alfred-Kastler.
  - Lycée économique et hôtelier Joseph-Storck.
- Autres établissements
  - Établissement scolaire privée Daniel
  - Institut médico-éducatif "Saint-Joseph"
  - École de musique de Guebwiller.

## Économie & Industrie

### Tissu socio-économique
Les habitants actifs exercent dans les commerces dits de proximité ou dans les implantations industrielles locales. Un grand nombre est employé dans le bassin d'emploi proche de Mulhouse, Colmar ou tout proche dans la plaine du Rhin. Situées sur la route des vins, Guebwiller et sa région captent de nombreux emplois dans le domaine viticole, touristique et hôtelier. Ceci est facilité par l'accès de la ville grâce à un axe routier express depuis et vers Mulhouse.

### Viticulture
Guebwiller fait partie des communes viticoles d'Alsace. À ce titre, cette commune peut produire les AOC Alsace et Crémant d'Alsace, ainsi que 4 AOC Alsace Grand Cru : Kessler, Kitterlé, Saering et Spiegel.

### Industrie
- L'entreprise Corderie Meyer-Sansboeuf, cordages de marine, cordes techniques (depuis 1881)[61].

## Culture locale et patrimoine

### Lieux et monuments
En 2004, la ville de Guebwiller obtient le label Villes et Pays d'art et d'histoire.

#### Patrimoine religieux
- Église Saint-Léger (XIIe - XIIIe siècle), style roman tardif rhénan.

- Église Notre-Dame de Guebwiller (1762-1785), style complexe baroque/néo-classique.

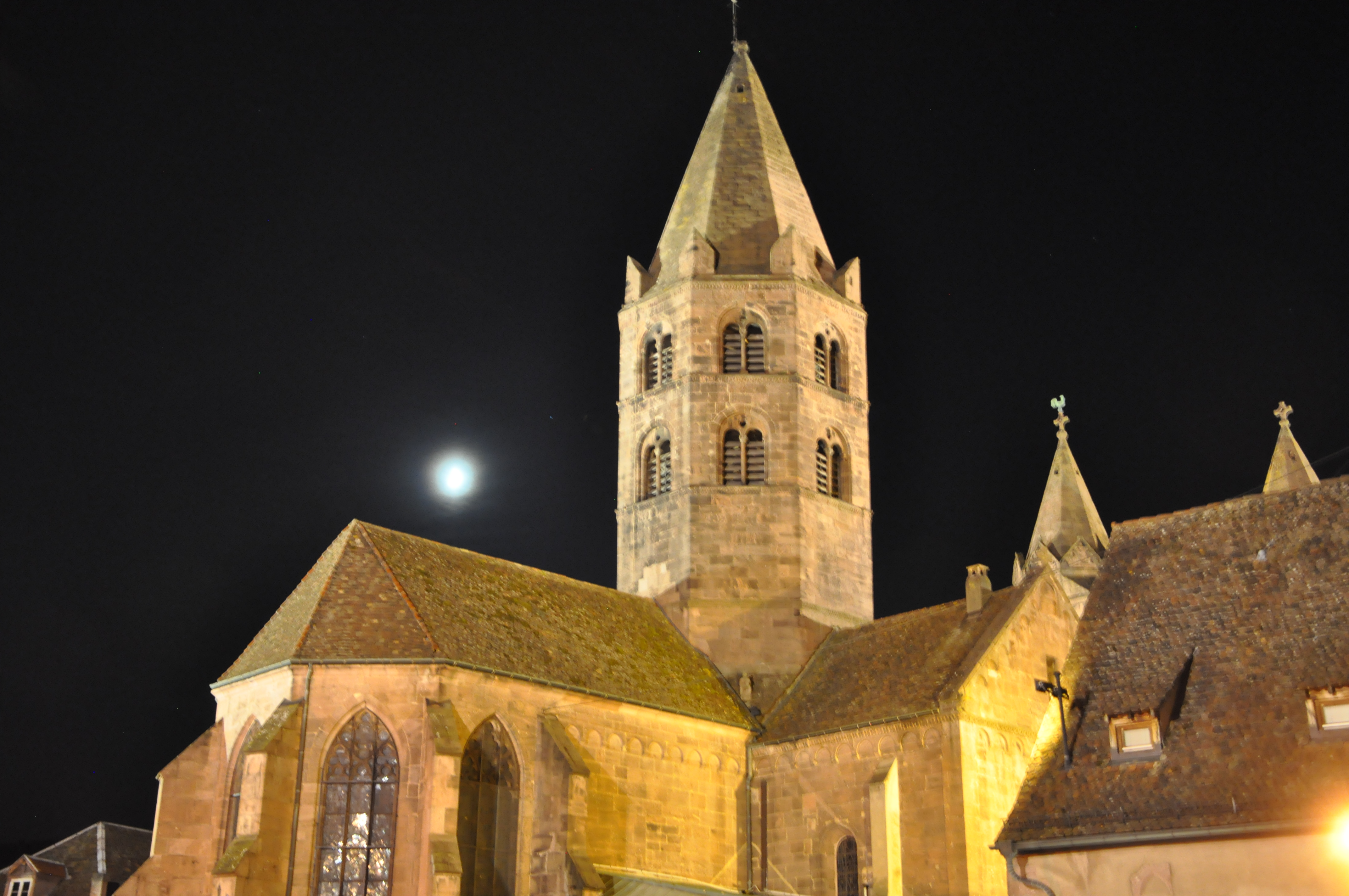
L'église Saint-Léger architecture romane tardive pour le massif occidental et la nef, gothique pour le chœur.
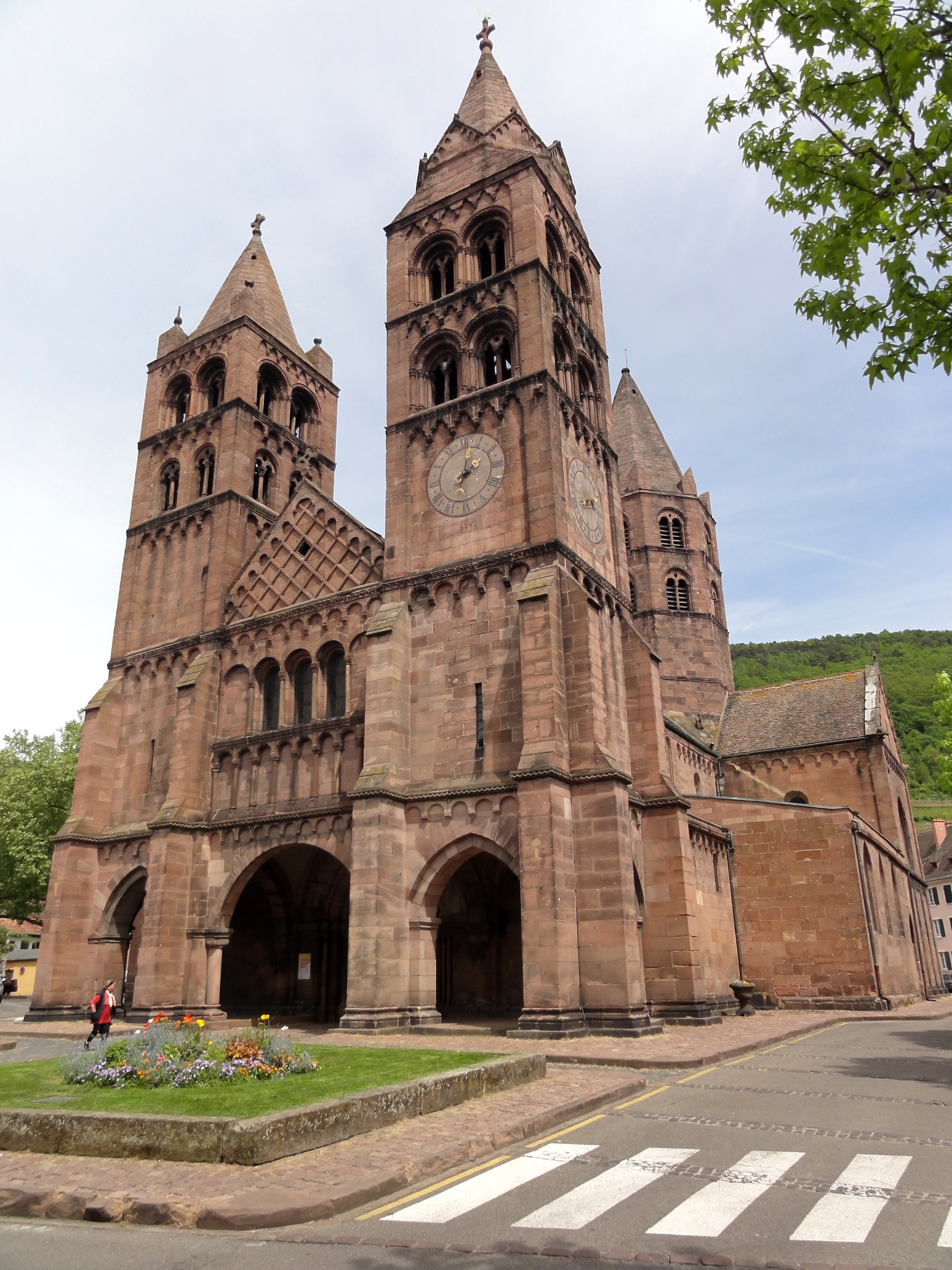
Église romane Saint-Léger.
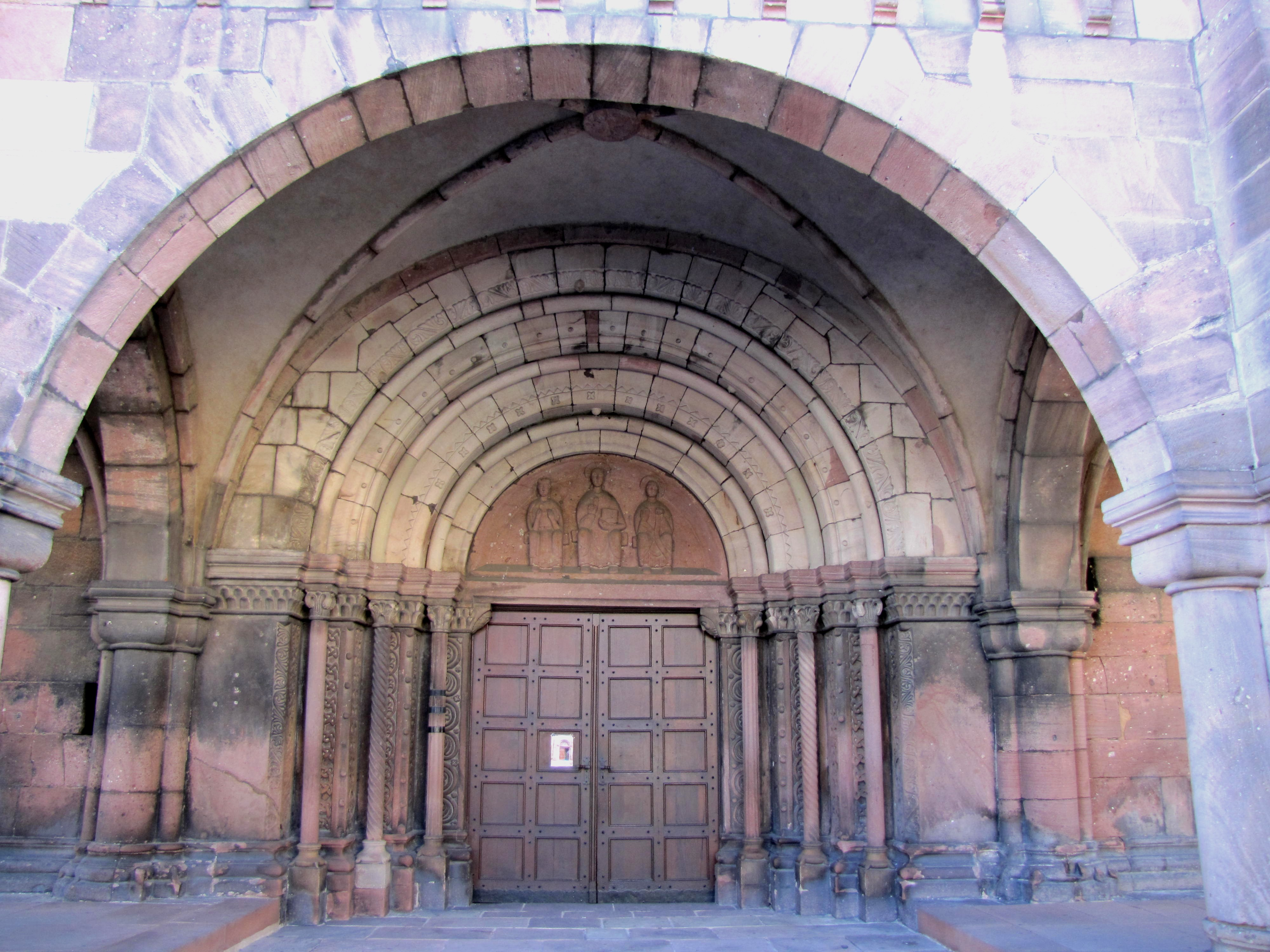
Porche roman.
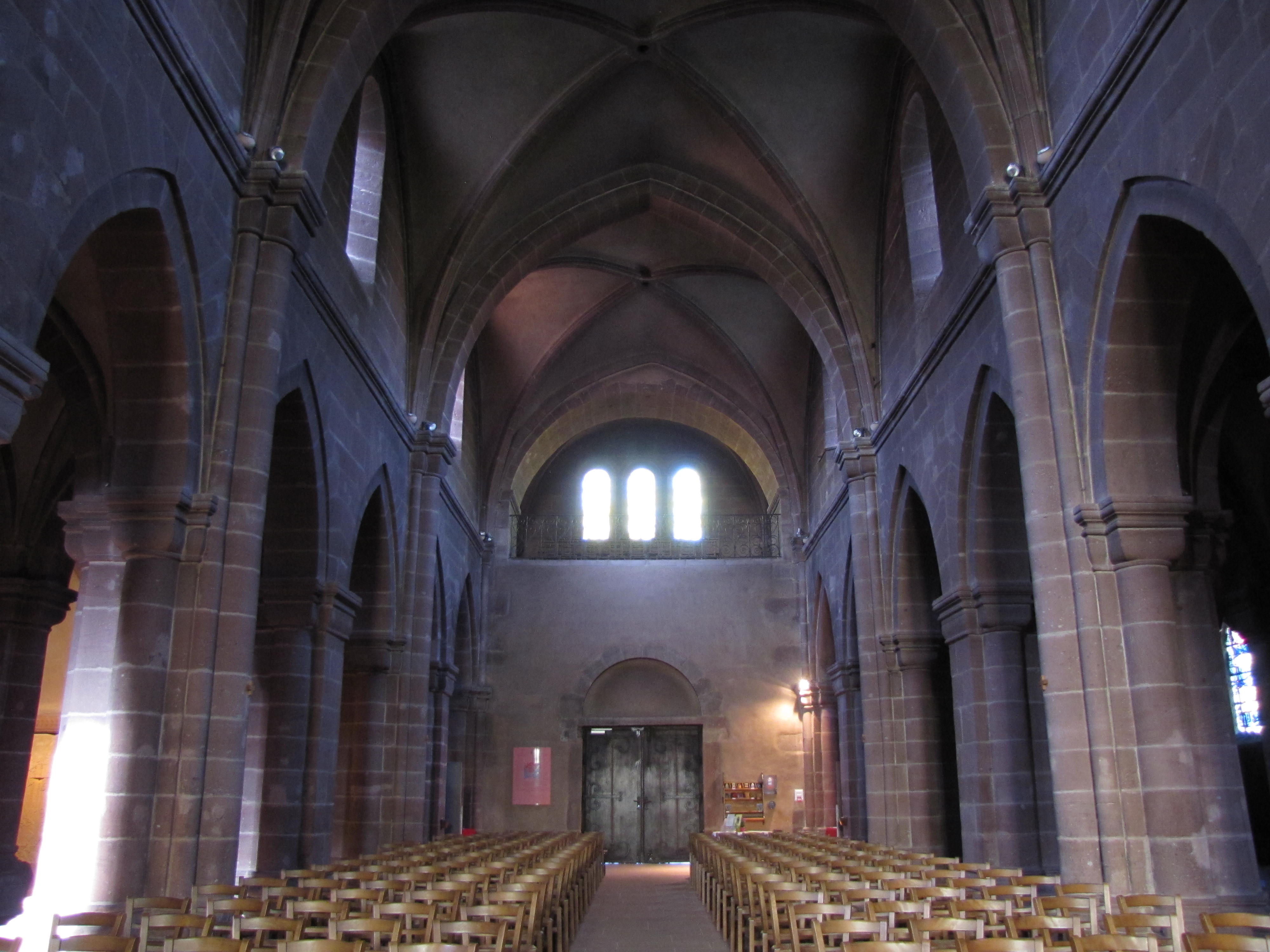
Vue intérieure de la nef.
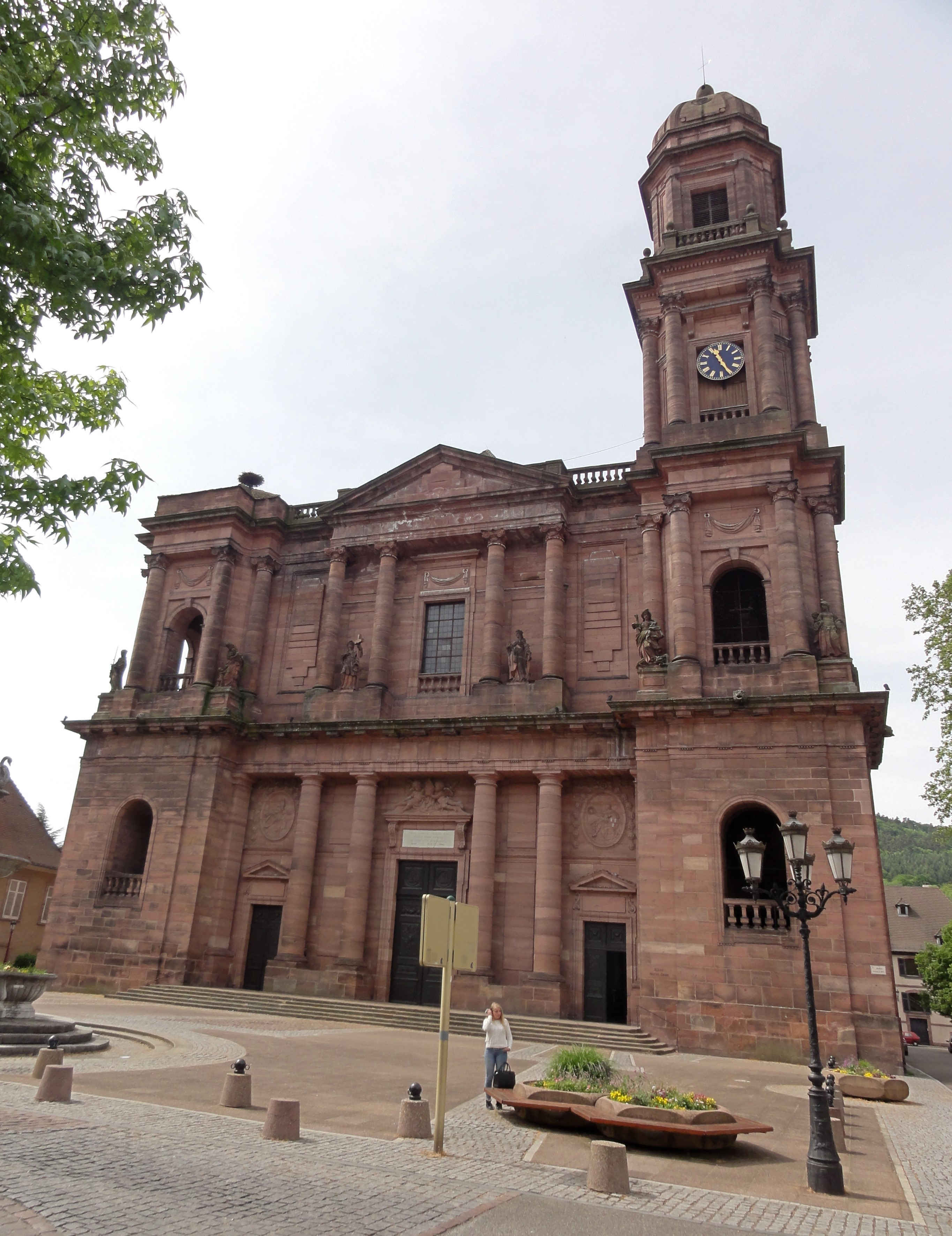
Église abbatiale Notre-Dame.
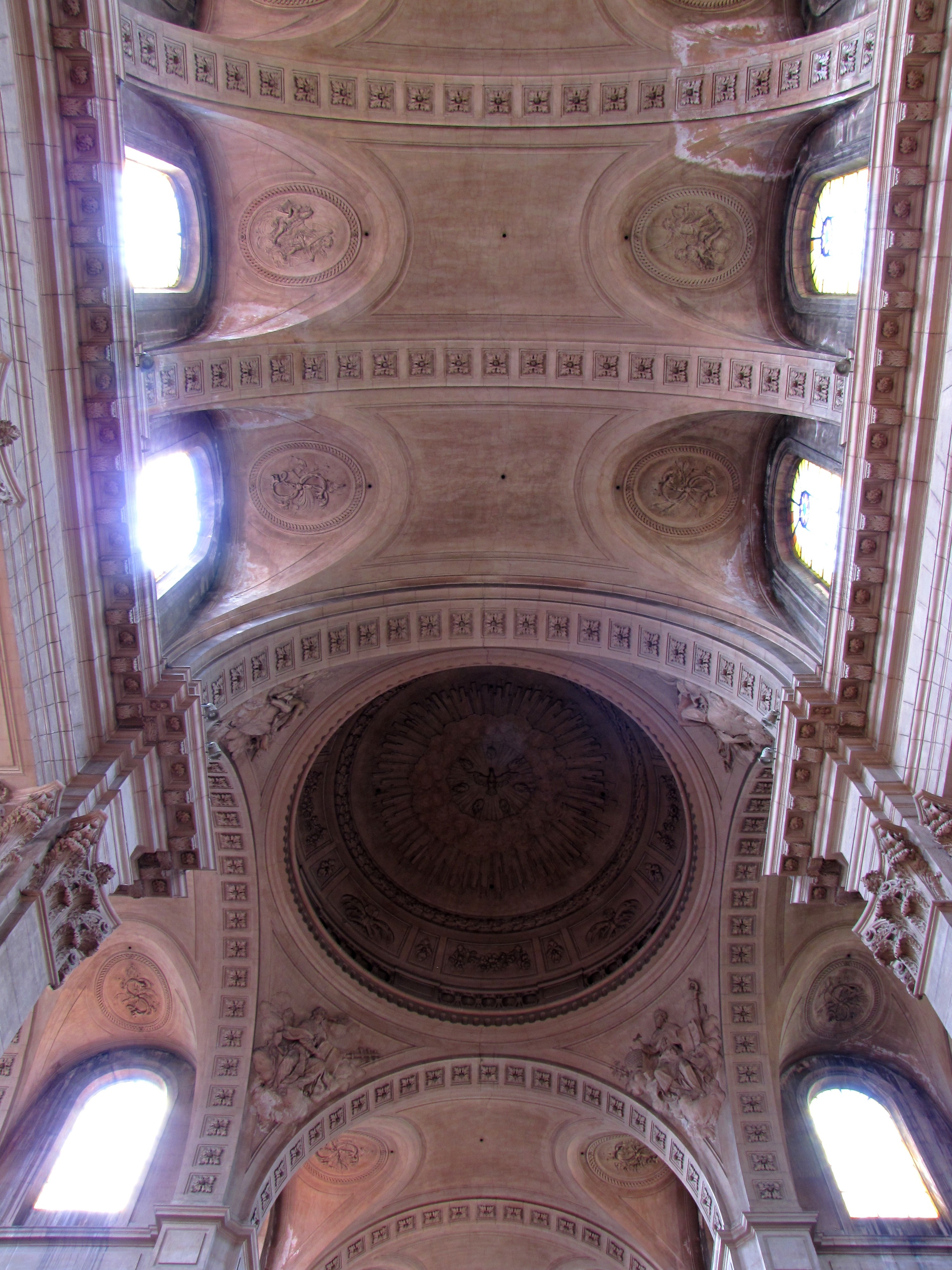
Voûtes de la nef.
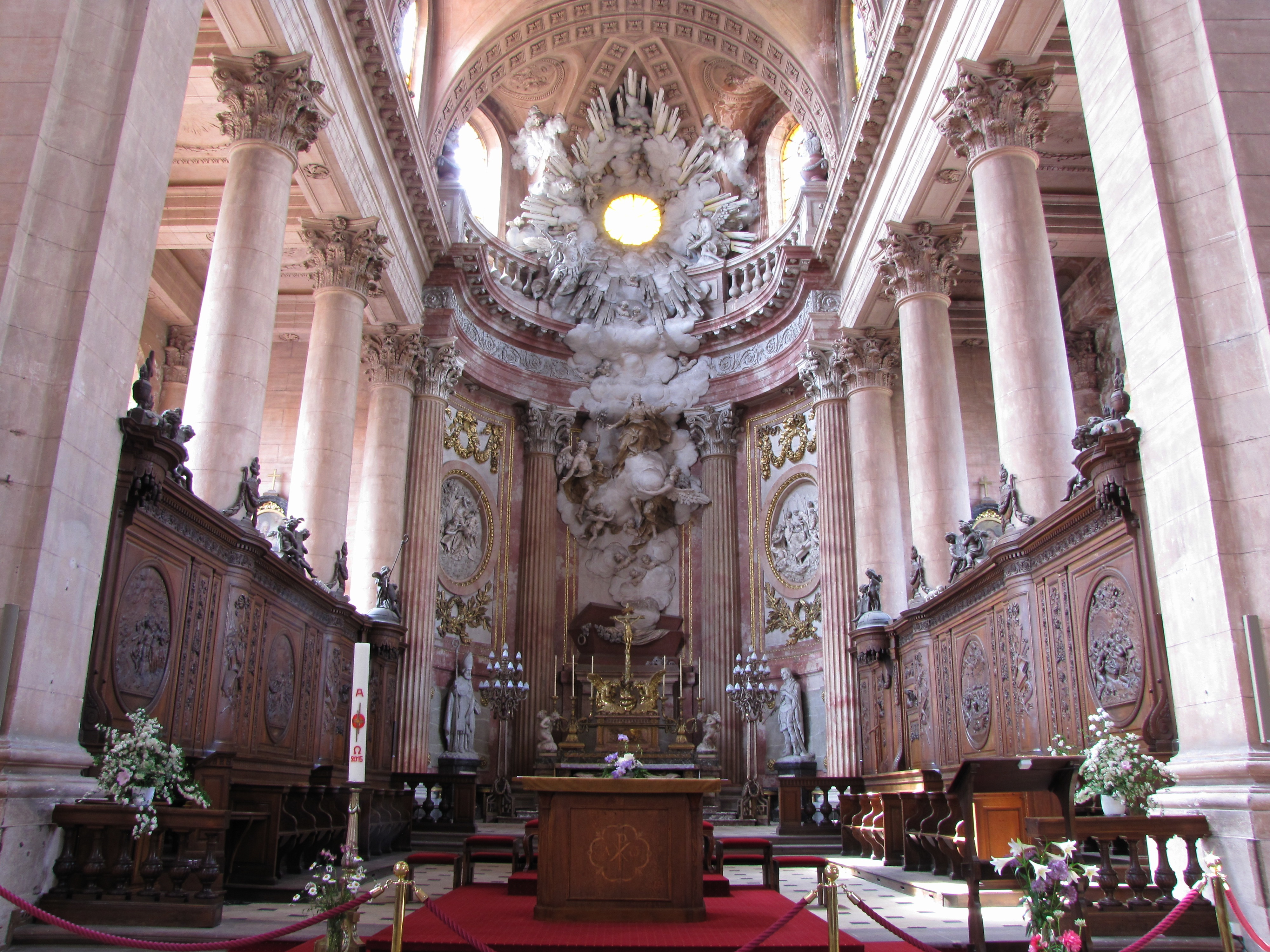
Vue sur le chœur néo-classique.
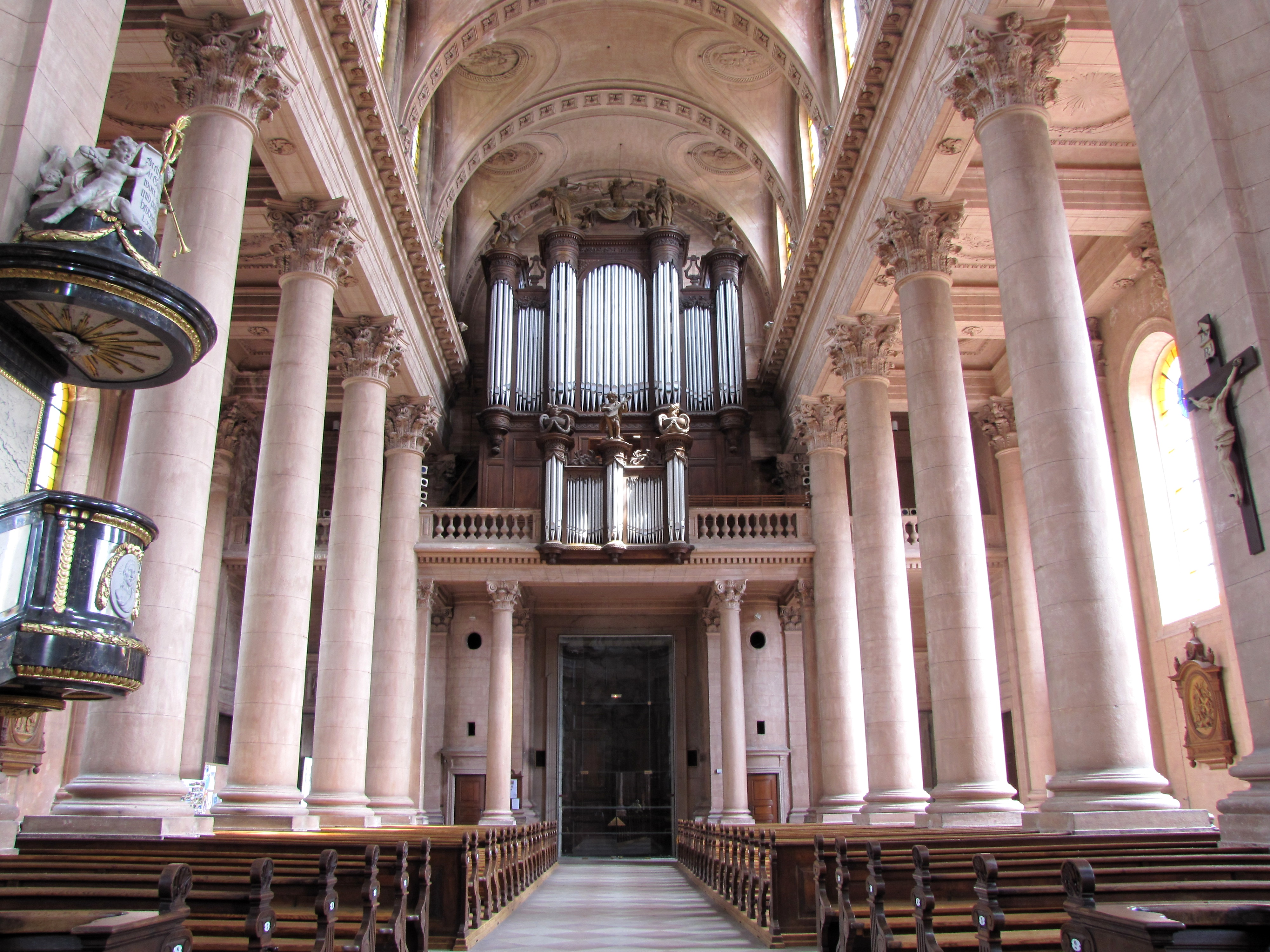
Vue intérieure de la nef vers la tribune de l'orgue.
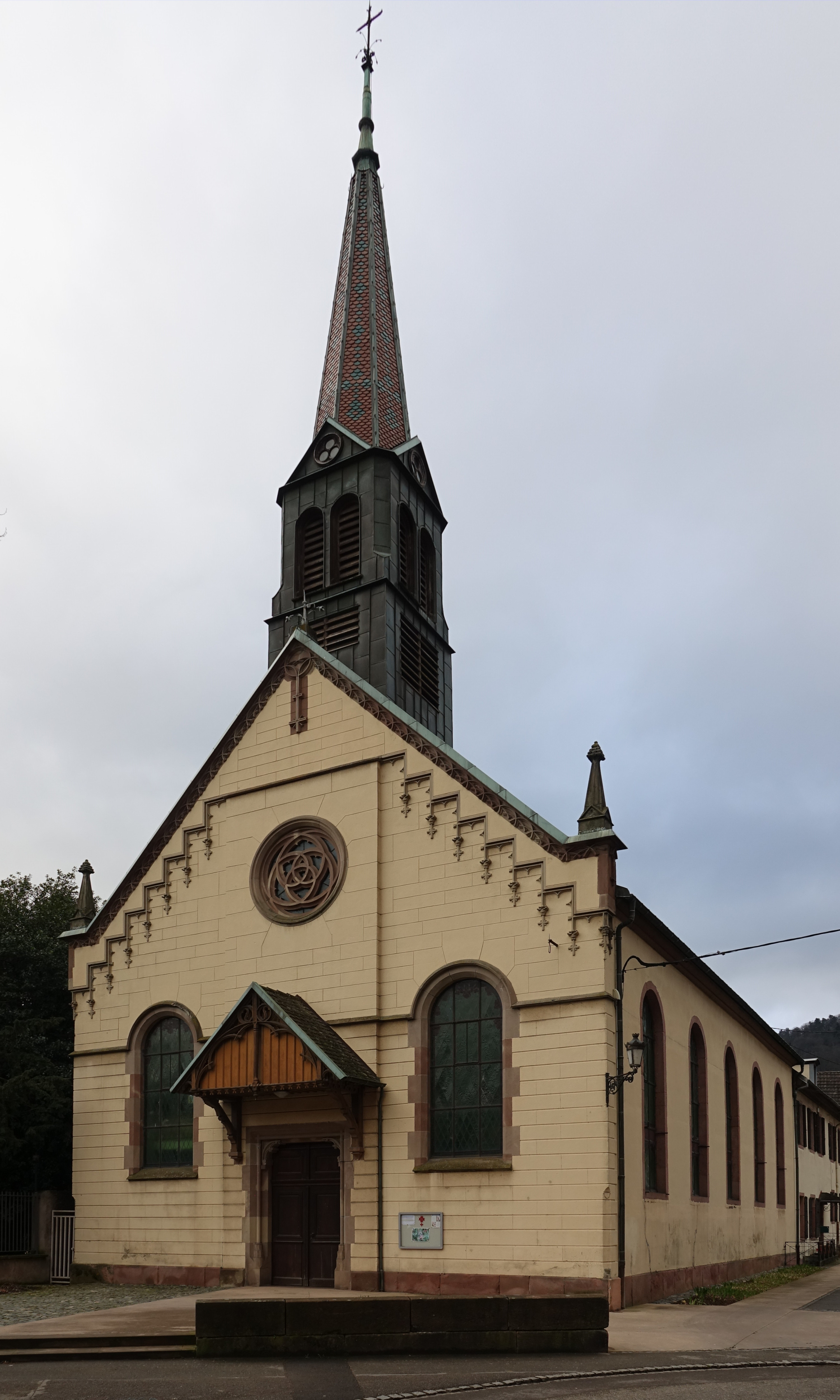
Église protestante.

- Couvent des Dominicains.
- L'église protestante[62] près de l’église de Notre-Dame[63] et son orgue construit par le facteur rouffachois Callinet[64]. Attenant au temple, la paroisse construit un presbytère, une école, puis un foyer. Sur la façade de ces bâtiments, partie la plus ancienne de l'actuel ensemble paroissial, une plaque rappelle que Alfred Kastler, citoyen d'honneur de la ville et prix Nobel de physique en 1966, est né dans cette maison en 1902.
- Synagogue inscrite sur l'inventaire supplémentaire des monuments historiques par arrêté du 16 juillet 1984[65].
- Chapelle Notre-Dame-du-Sehring inscrite sur l'inventaire supplémentaire des monuments historiques par arrêté du 28 février 1991[66],[67], et sa cloche de 1696 classée au titre des objets mobiliers par arrêté du 9 novembre 1976[68],[69].

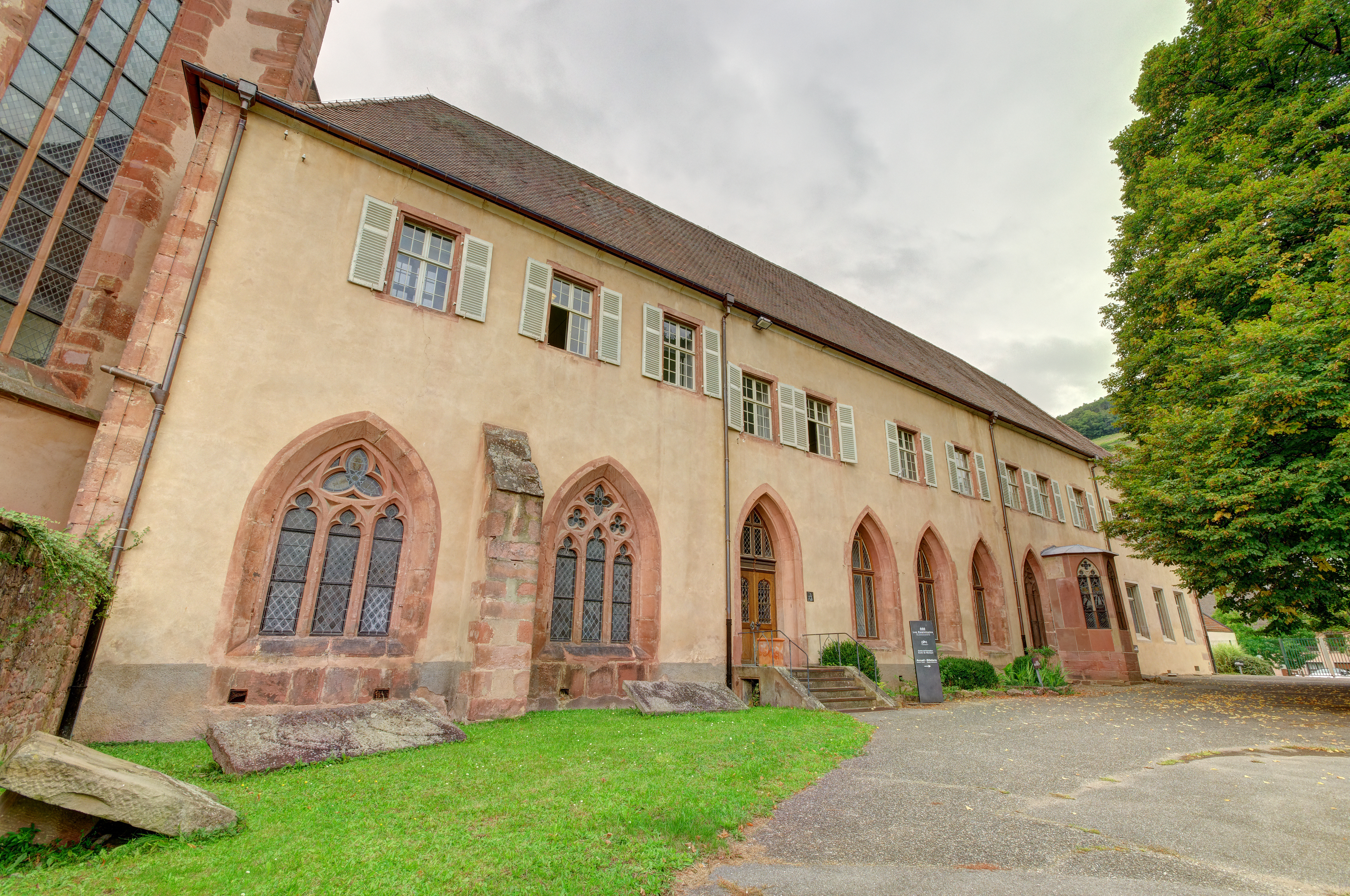
Couvent des Dominicains.
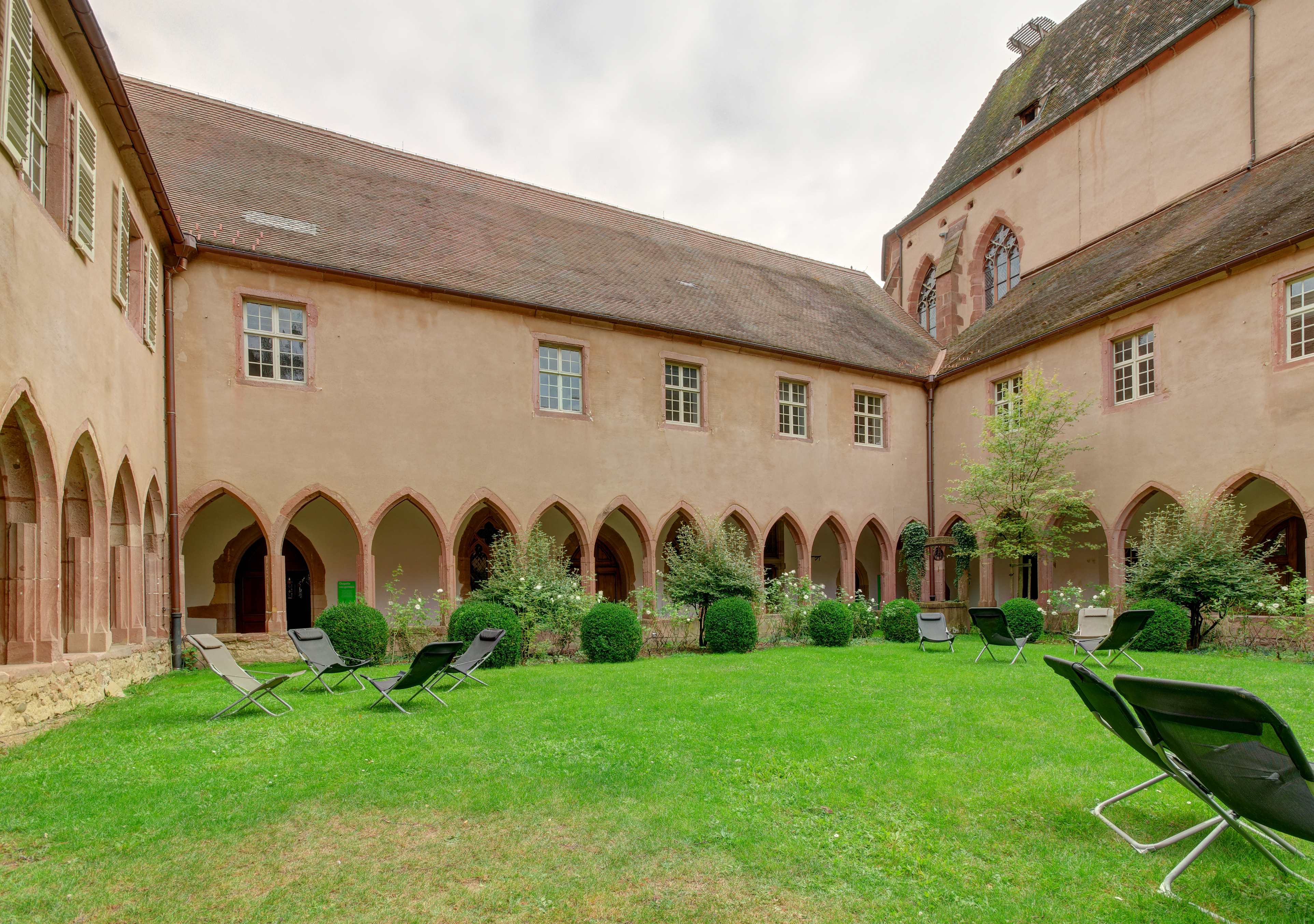
Cloître du couvent.
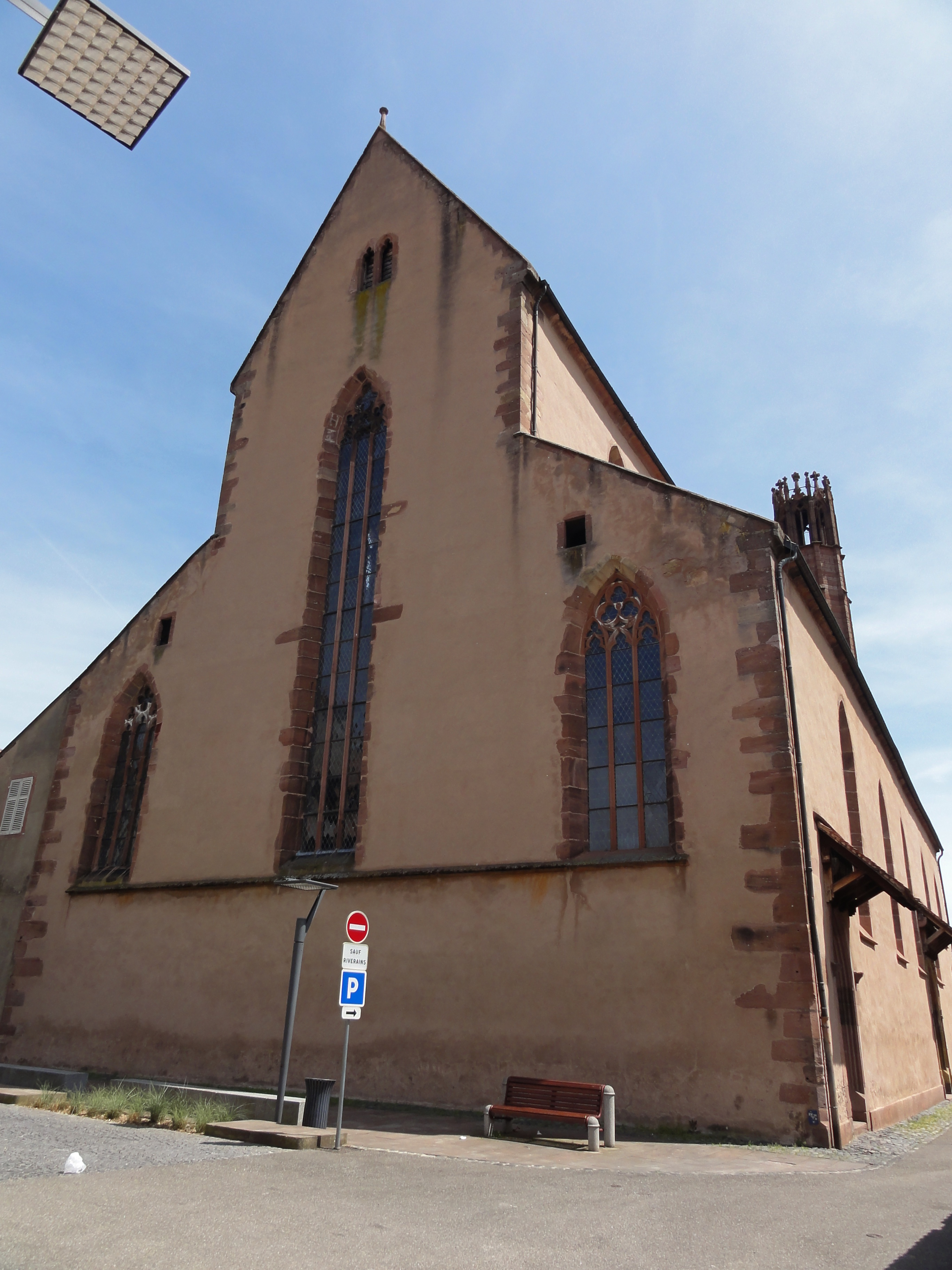
Chapelle du couvent.
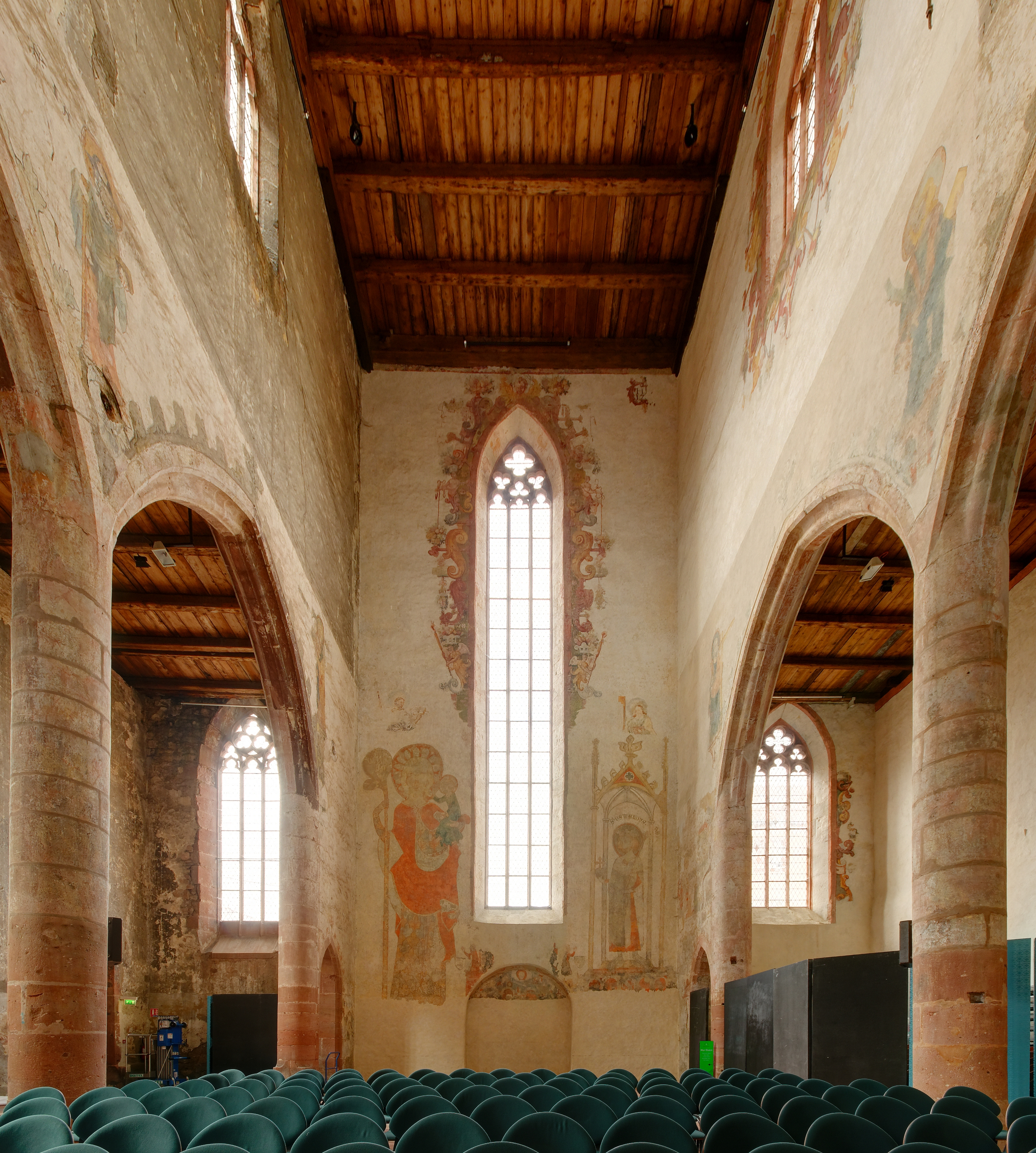
Intérieur de la chapelle.
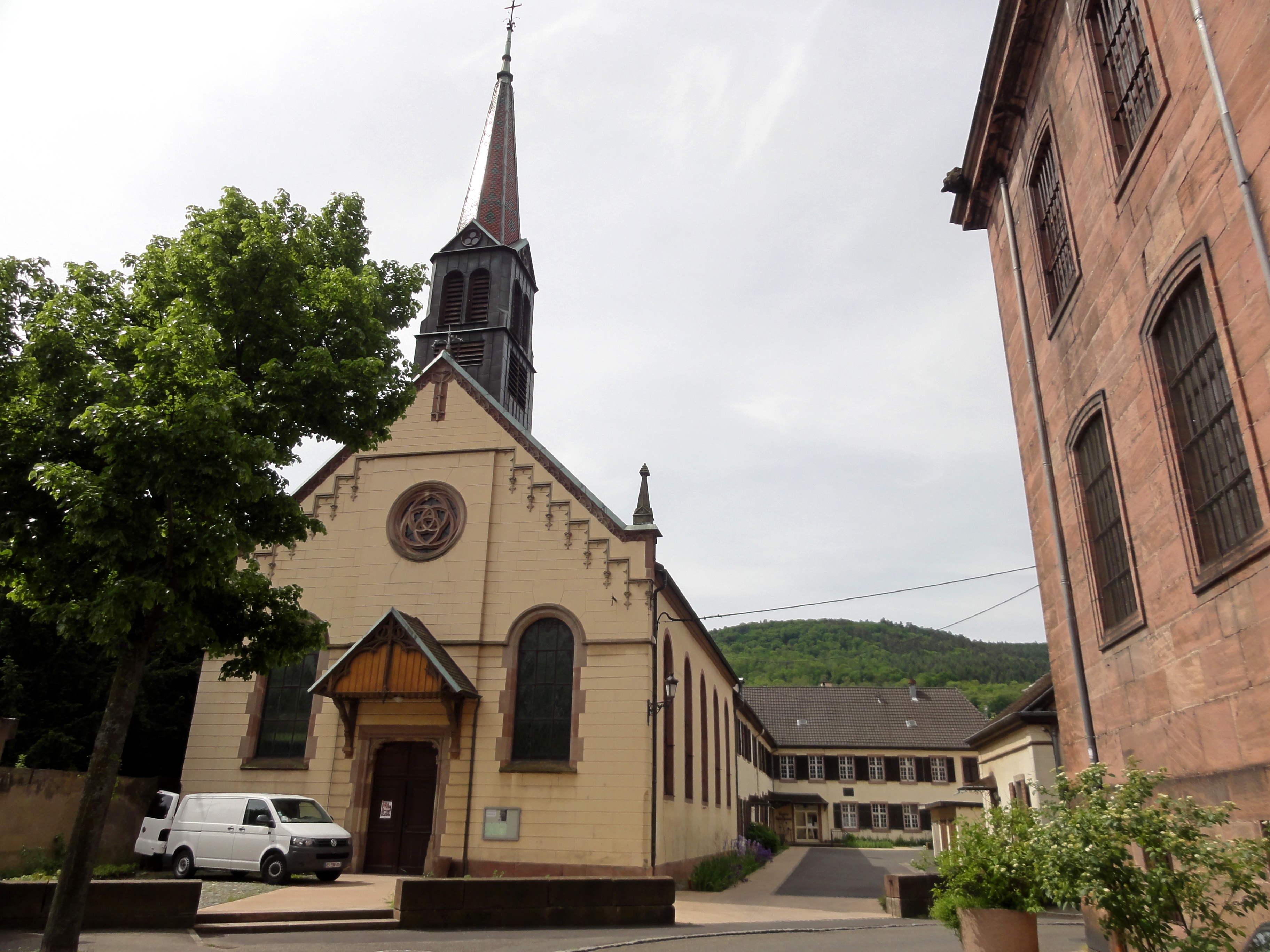
Église protestante de Guebwiller.
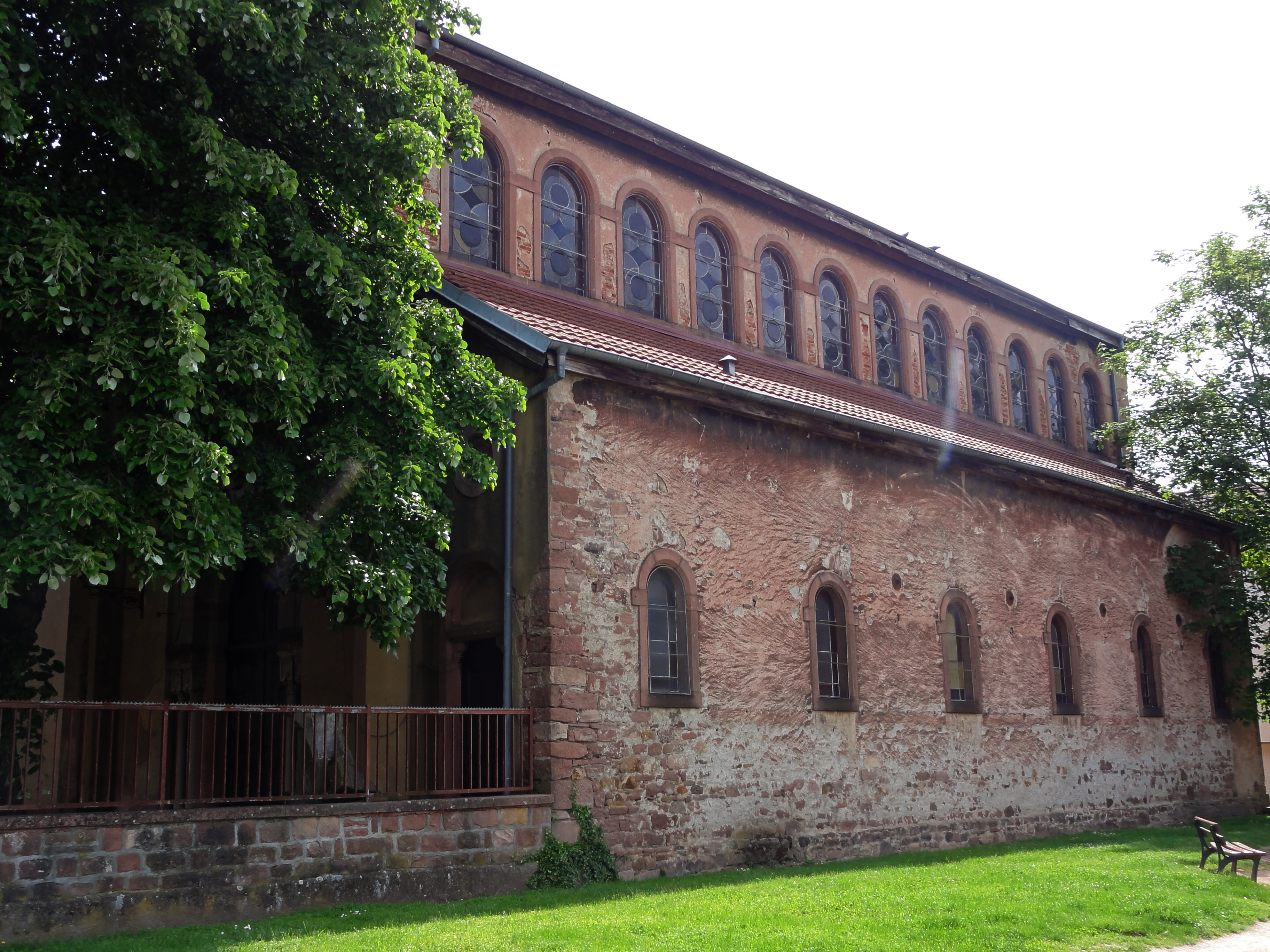
Synagogue, rue de l'Ancien-Hôpital.
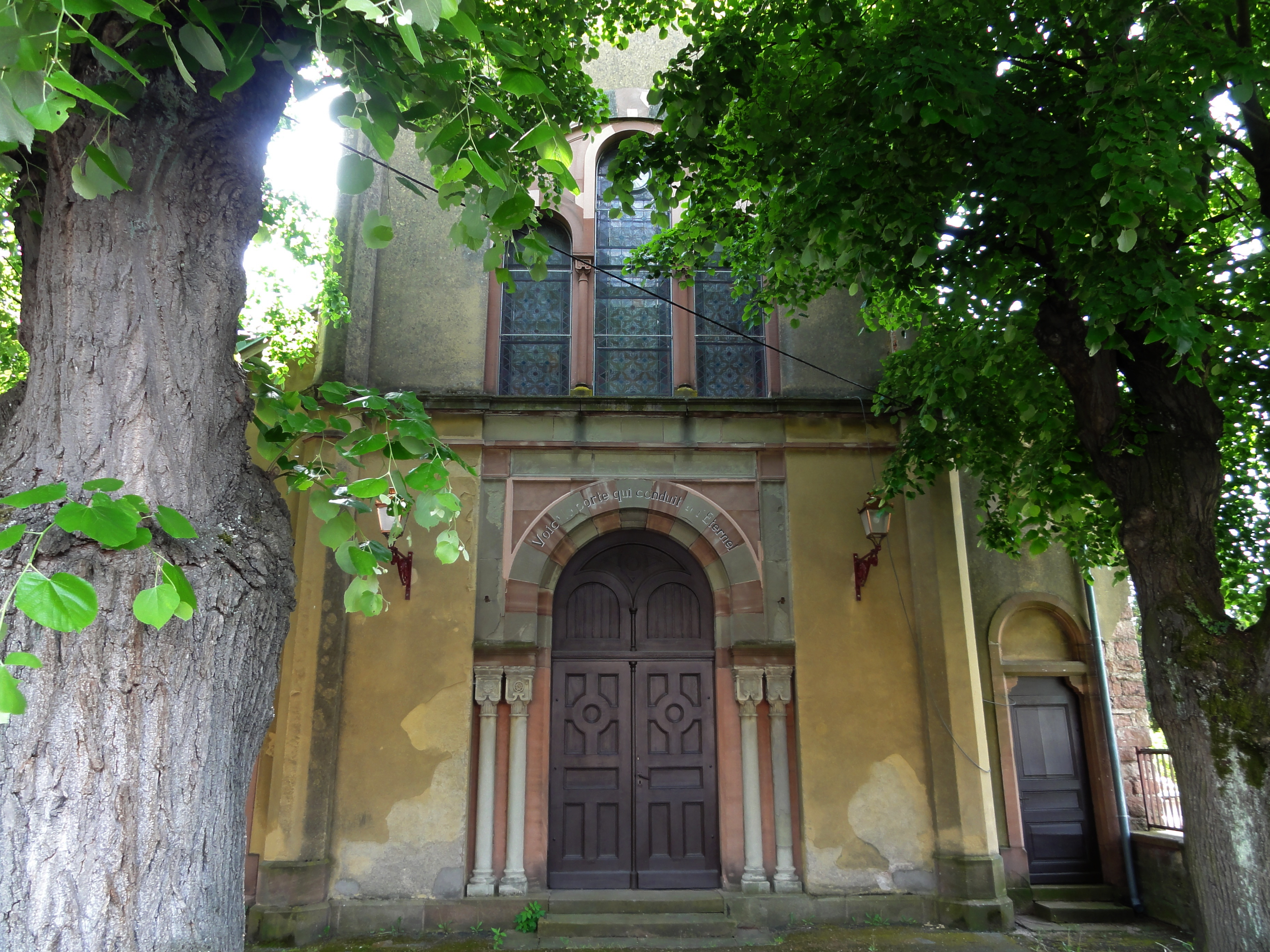
Portail de la synagogue.
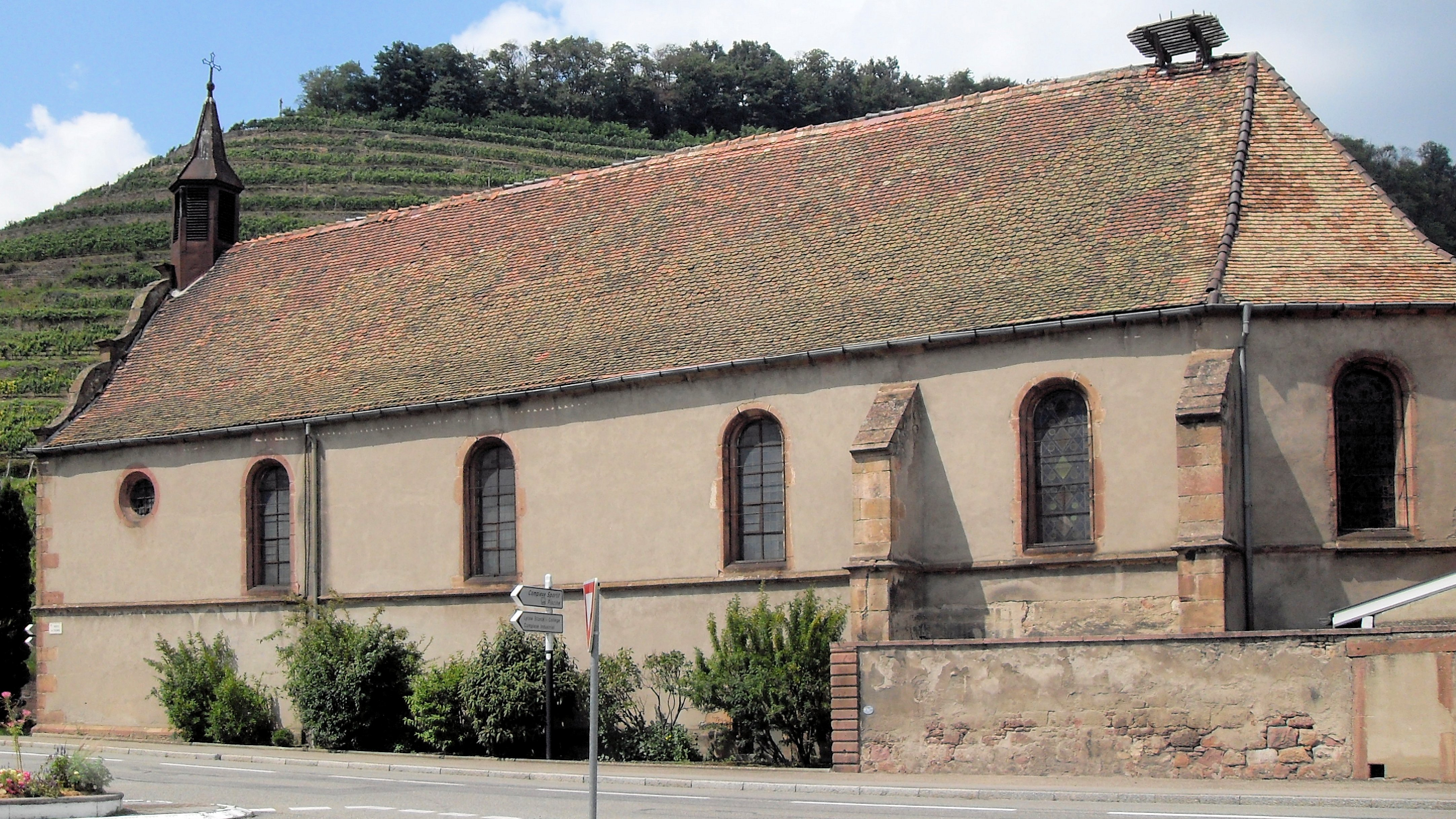
Chapelle Notre-Dame-du-Sehring.

#### Patrimoine civil et militaire
- Hôtel de ville, style gothique flamboyant (1514) et sa cloche de 1719[70].
- Ruines du château du Hugstein (à cheval sur la commune de Buhl).
- Ruines du château du Burgstall de la fin du XIIe siècle (longtemps on le pensait perdu et seulement de rares écrits le mentionnaient. Dans les années 1960, une partie des ruines furent découvertes lors de la construction d'une supérette[71]). Le château adoptait un plan octogonal assez rare[72].
- Château de la Neuenbourg[73].
- Château fort, château d'Angreth[74].

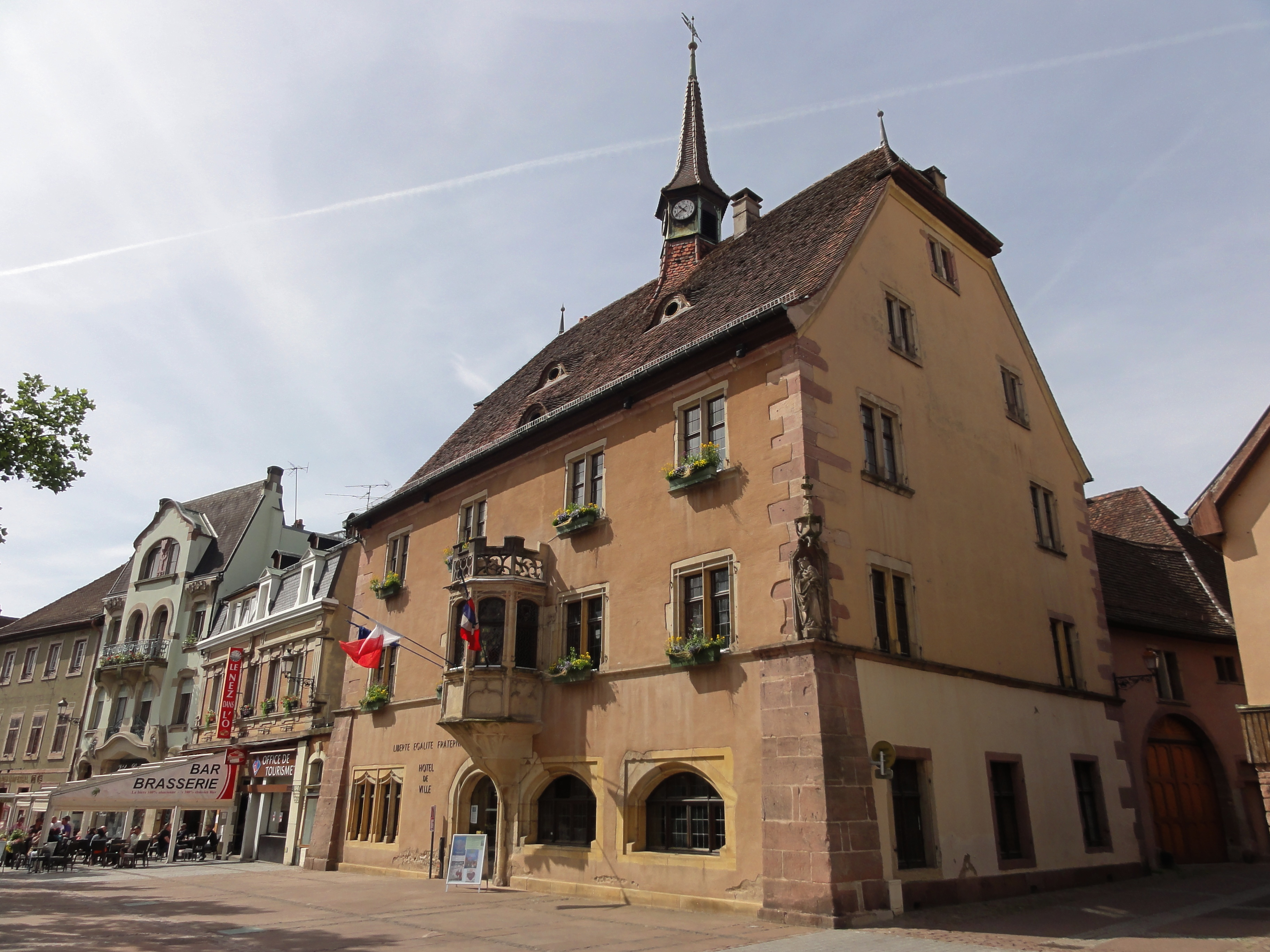
Hôtel de ville (1514).
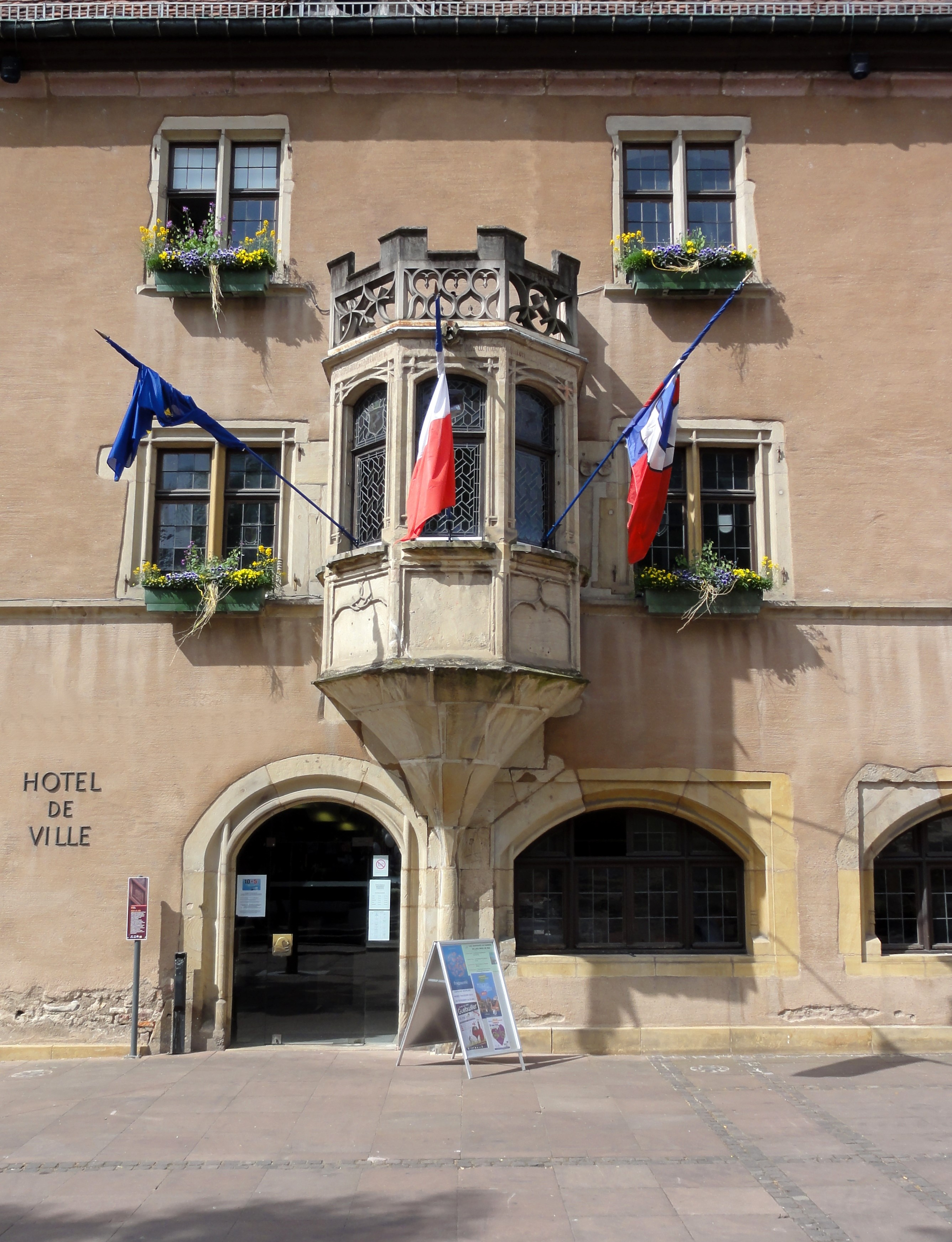
Oriel de l'hôtel de ville.
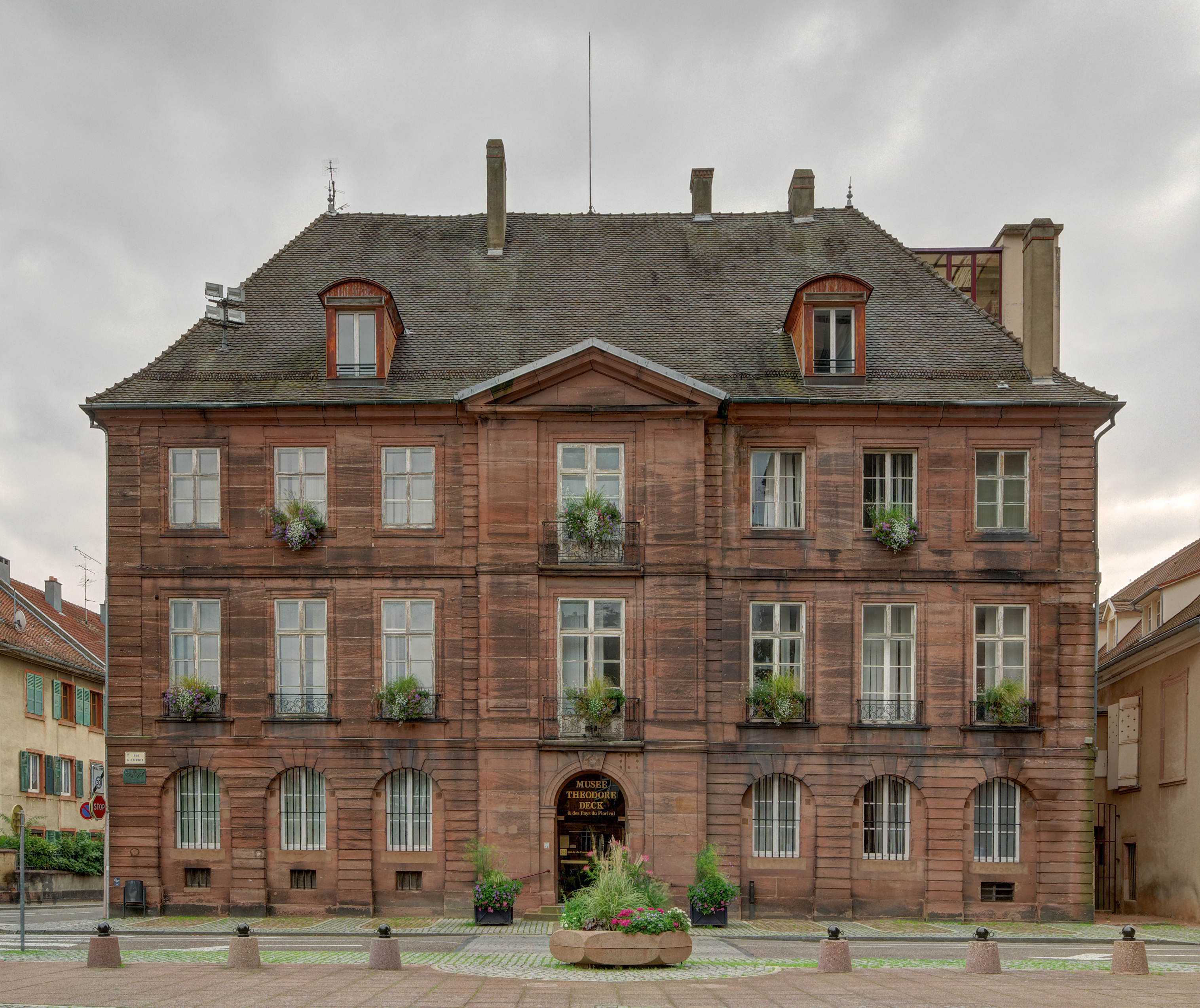
Hôtel du Grand-Doyenné (XVIIIe siècle).
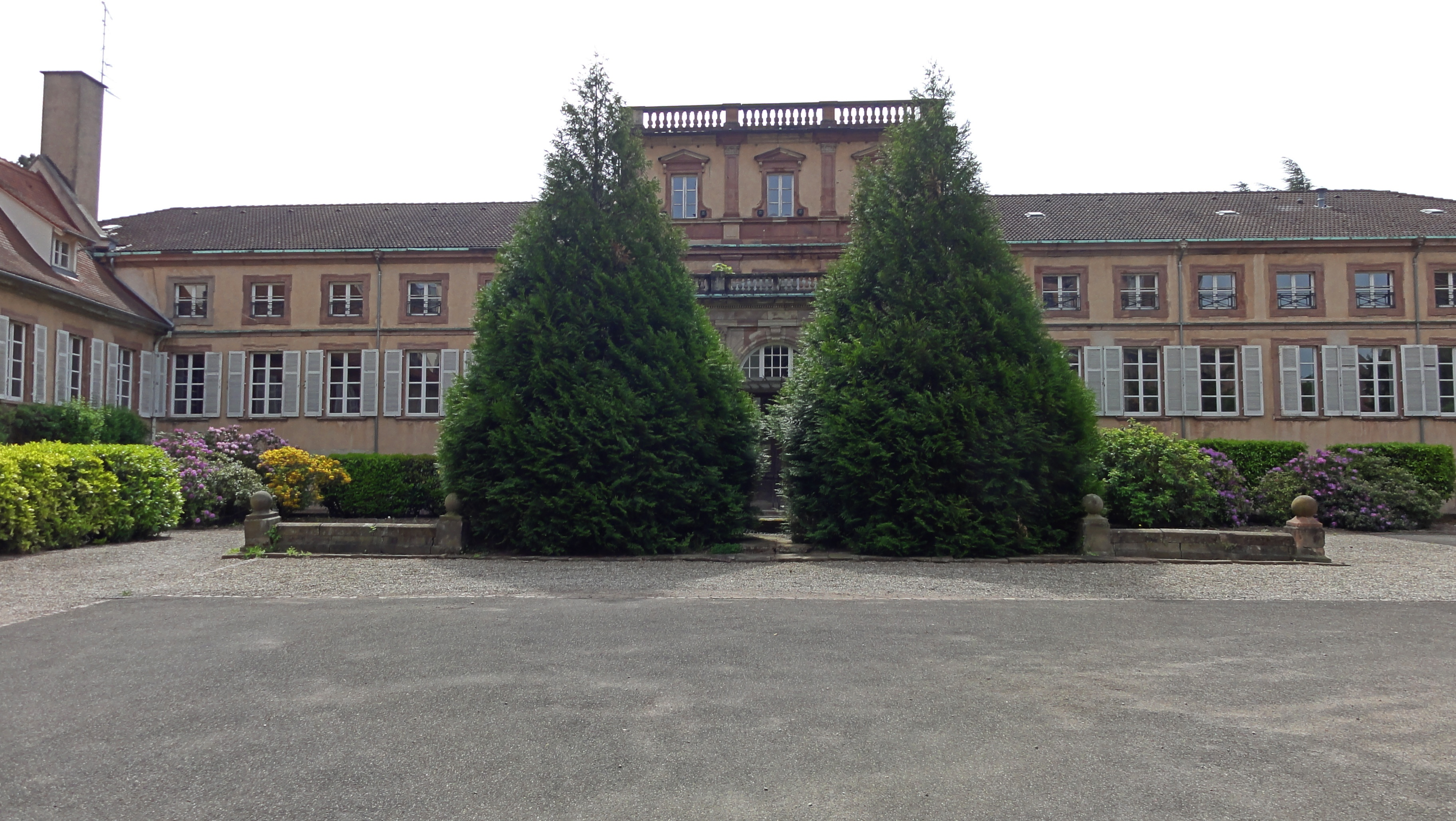
Château de Neuenburg (XVIIIe – XIXe siècle).
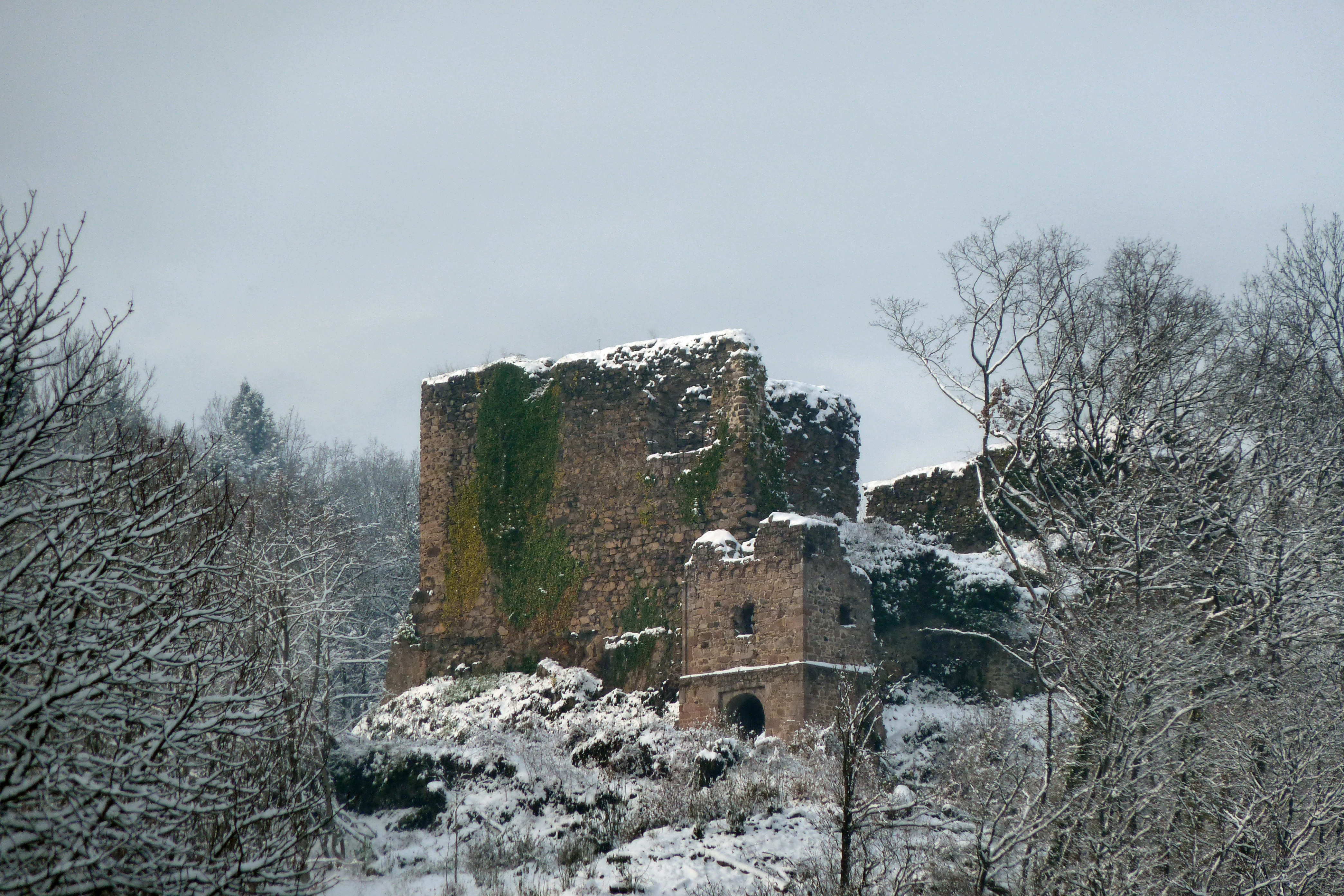
Ruines du château du Hugstein (XVIe siècle).
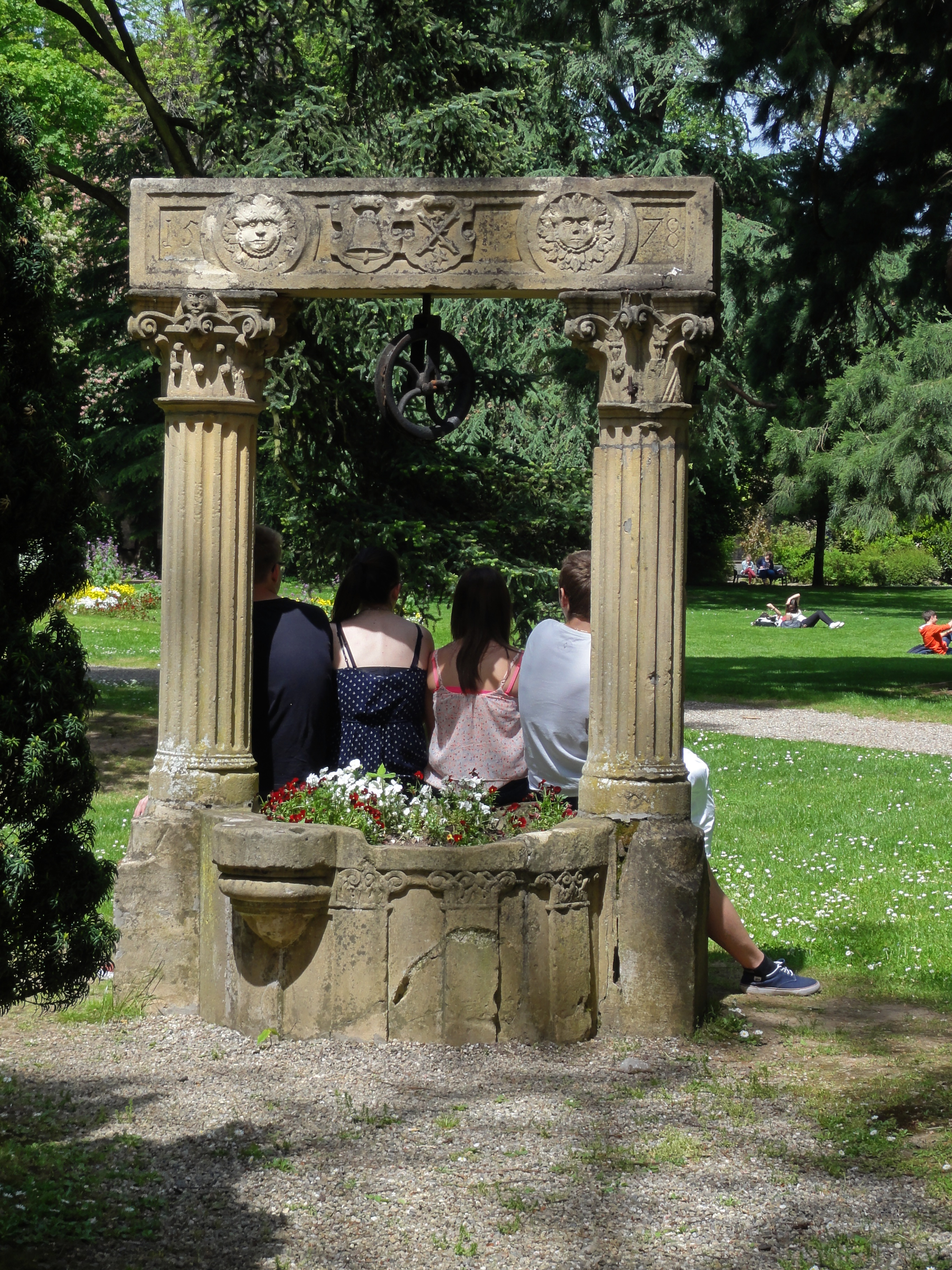
Puits Renaissance (1578) du parc de la Marseillaise.
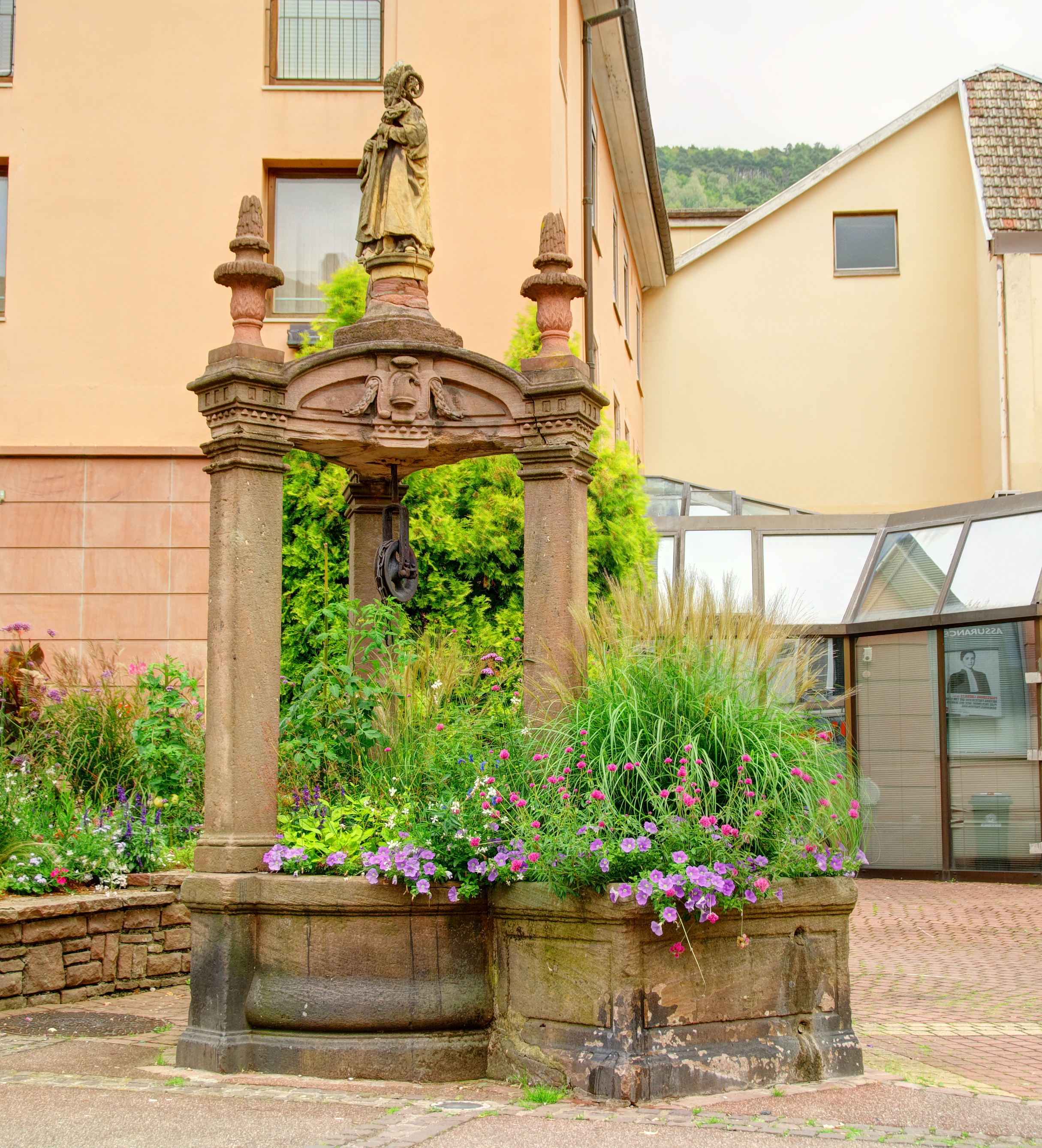
Puits Saint-Léger (1775).
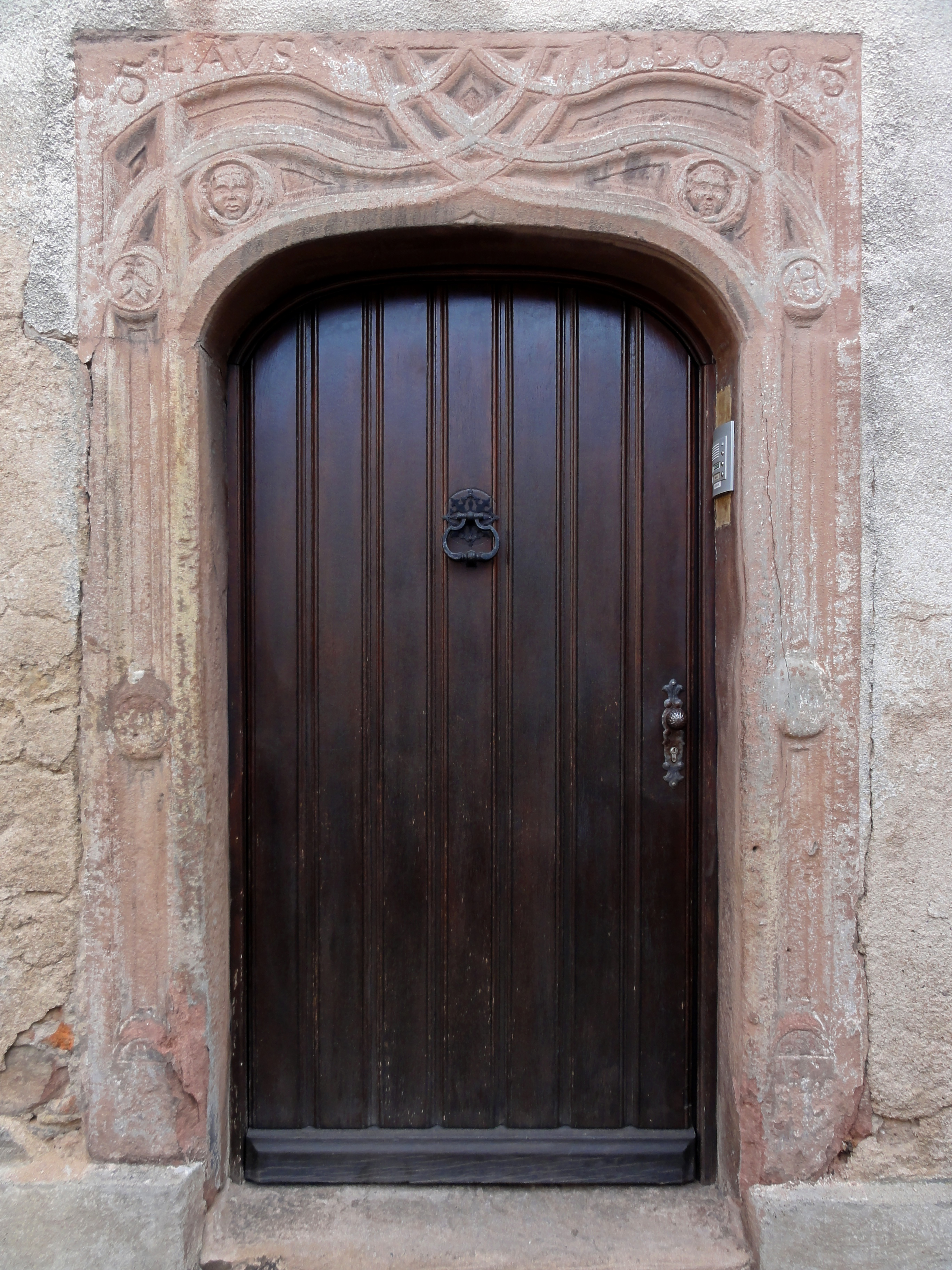
Porte de la maison (1585), 2-4 rue des Blés.

#### Sites
- Cimetière militaire.
- Site classé des Quatre chênes[75].

#### Musées et animations
- Musée Théodore-Deck (rebaptisé en décembre 2008), anciennement nommé musée du Florival (1984-2008), contient une importante collection du céramiste Théodore Deck.
- Le Centre de recherches sur l'histoire des familles (CRHF), centre de généalogie ouvert au public[76].
- Guebwiller possède beaucoup d'hôtels, dont deux accueillent des musiciens chaque semaine. Le patron de l'hôtel de l'Ange organise les jeudis de l'ange : tous les jeudis soir un groupe de musique est invité à donner un concert de 20 h à 22 h, puis le public est invité à venir jouer avec les artistes. Tandis qu'au Domaine de Beaupré, chaque mardi est organisé un apéritif-concert de 19 h 30 à 21 h 30 avec souvent du jazz, du blues et du swing en acoustique.
- Ville étape du chemin de Saint Jacques de Compostelle[77] avec un gîte d'étape qui est le seul hébergement en Alsace spécialement destiné aux pèlerins.
- Espaces VTT entre plaine, vignoble et montagne. 20 circuits balisés FFC pour tous niveaux. Le club local ACTF organise tous les jeudis de l'Ascension une rencontre internationale des cyclos avec chaque année des parcours différents (1 203 participants en 2011).

### Cultes
- Église Évangélique Libre de Guebwiller, avenue du Maréchal-Foch[78].
- Paroisse Protestante Réformée de Guebwiller, rue des Chanoines[79].
- Église Josué, route d'Issenheim[80].
- Synagogue de Guebwiller, rue de l'Ancien-Hôpital.
- Notre-Dame de Guebwiller, rue du 4-Février[81].
- Église Saint-Léger, place du Marché.

### Personnalités liées à la commune
- Casimir de Rathsamhausen (1698-1786) abbé de Murbach
- Ignace Ritter (1732-1813), architecte, nommé en 1762 maître d'œuvre de la collégiale qui accueille les restes de la communauté de Murbach
- François Joseph Rudler (1757-1837), membre du directoire du département du Haut-Rhin, chevalier de la Légion d'honneur dès 1804, fut élevé au rang de baron d'Empire en 1810
- François-Joseph Haas (15 mai 1778, Guebwiller - 23 février 1839, Belfort), homme politique.
- Émile Keller (1820-1909) député du Haut-Rhin et de Belfort. Élu en 1857 député de Guebwiller. Il se heurte à la politique de Napoléon III et défend le pouvoir temporel du pape. Il publie plusieurs ouvrages dont "L'église, l’État et la liberté (1865) "l'ouvrier libre" (1885), etc.
- Niklaus Riggenbach (1817-1899), ingénieur, inventeur du train à crémaillère, constructeur de locomotives
- Frédéric Ritter (1819-1893), leur descendant, historien de sciences, chevalier de la Légion d'honneur, ingénieur, spécialiste de François Viète et de l'Algèbre nouvelle
- Jean-Baptiste Weckerlin (1821-1910), connu aussi sous le pseudonyme de Marc Giroflée, bibliothécaire, compositeur et folkloriste français
- Théodore Deck (1823-1891), céramiste. Guebwiller, ville natale de Théodore Deck possède actuellement la plus importante collection d'œuvres de cet artiste qui a rénové l'art de la céramique au XIXe siècle
- Joseph Guerber (1824-1909), écrivain et journaliste, député protestataire de Guebwiller de 1874 à 1898 au Reichstag
- Gustave Schlumberger (1844-1929), historien, byzantiniste, numismate
- Andreas Bauer (1866-1900) moine franciscain missionnaire, martyr en Chine http://www.ofm.org/3/post/china11.html
- Jeanne Bucher (1872-1946), fondatrice de la galerie Jeanne-Bucher
- Prosper Merklen (1874-1939), médecin, professeur et doyen (1930-1933) de la Faculté de médecine de Strasbourg (1923-1939).
- Jean Schlumberger (1877-1968), éditeur, écrivain, fondateur de La Nouvelle Revue française (NRF) en 1908, en compagnie notamment d'André Gide et de Jacques Copeau
- François Conrad Schlumberger (1878-1936), inventeur avec son frère Marcel de la recherche minière par prospection électrique. Il est le père d'Anne Gruner Schlumberger[82]
- Charles Hueber (1883-1943), homme politique
- Théophile Cahn (1886-1986), physico-chimiste
- Louis Gava (1891-1965), chef d'orchestre
- Auguste Baldensperger (1891-1986), biologiste, océanographe, écologue et apiculteur[83] y a vécu et y est décédé
- Jean Eschbach (1895-1978), résistant français pendant la Seconde Guerre mondiale.
- Alfred Kastler (1902-1984), physicien, prix Nobel de physique en 1966
- Émile Baas (1906-1984), enseignant et écrivain
- Pierre Lévy (1907-2002), industriel, collectionneur et mécène
- Armand Walter (1908-1995) gymnaste français
- Pierre Ritz (1922-2009), compositeur, chef de chœur et chef d'orchestre
- Jean-Louis Decker (1939-2016), pasteur auteur-compositeur-interprète
- Sonia Pelletier-Gautier (1958-), historienne et écrivain
- Maurice Krafft (1946-1991) et Katia Krafft (1942-1991), volcanologues
- Les Justes parmi les nations :
  - Hélène Burger,
  - Joseph Storck (1897-1989), éducateur, résistant français, Juste parmi les nations, maire de Guebwiller